# Belcastel (Aveyron)
Pour les articles homonymes, voir Belcastel.
Belcastel (en occitan Bèl Castèl, littéralement « Beau Château », au sens occitan de "grand château") est une commune française, située dans le département de l'Aveyron en région Occitanie. Elle faisait partie autrefois de l'ancienne province du Rouergue et fait aujourd'hui partie de l'association des Plus Beaux Villages de France.
Le patrimoine architectural de la commune comprend deux  immeubles protégés au titre des monuments historiques : le château de Belcastel, inscrit en 1928, et le Vieux Pont, inscrit en 1928.

## Géographie

### Localisation
La commune de Belcastel se trouve au nord-ouest  du département de l'Aveyron, dans la petite région agricole du Ségala.
Elle se situe à 25 km par la route de Rodez, préfecture du département, à 37 km de Villefranche-de-Rouergue, sous-préfecture, et à 27 km d'Aubin, bureau centralisateur du canton d'Enne et Alzou dont dépend la commune depuis 2015. La commune fait en outre partie du bassin de vie de Rignac.
Les communes les plus proches sont : 
Mayran (2,1 km), Rignac (4,4 km), Colombiès (4,9 km), Goutrens (6,6 km), Clairvaux-d'Aveyron (7,3 km), Bournazel (8,6 km), Prévinquières (8,7 km), (8,7 km), Escandolières (8,9 km), Moyrazès (9,6 km).

### Paysages et relief
Le territoire de la commune matérialise une fraction sud du Massif central. Il s'étend sur une partie de la vallée de l'Aveyron.

### Hydrographie

#### Réseau hydrographique

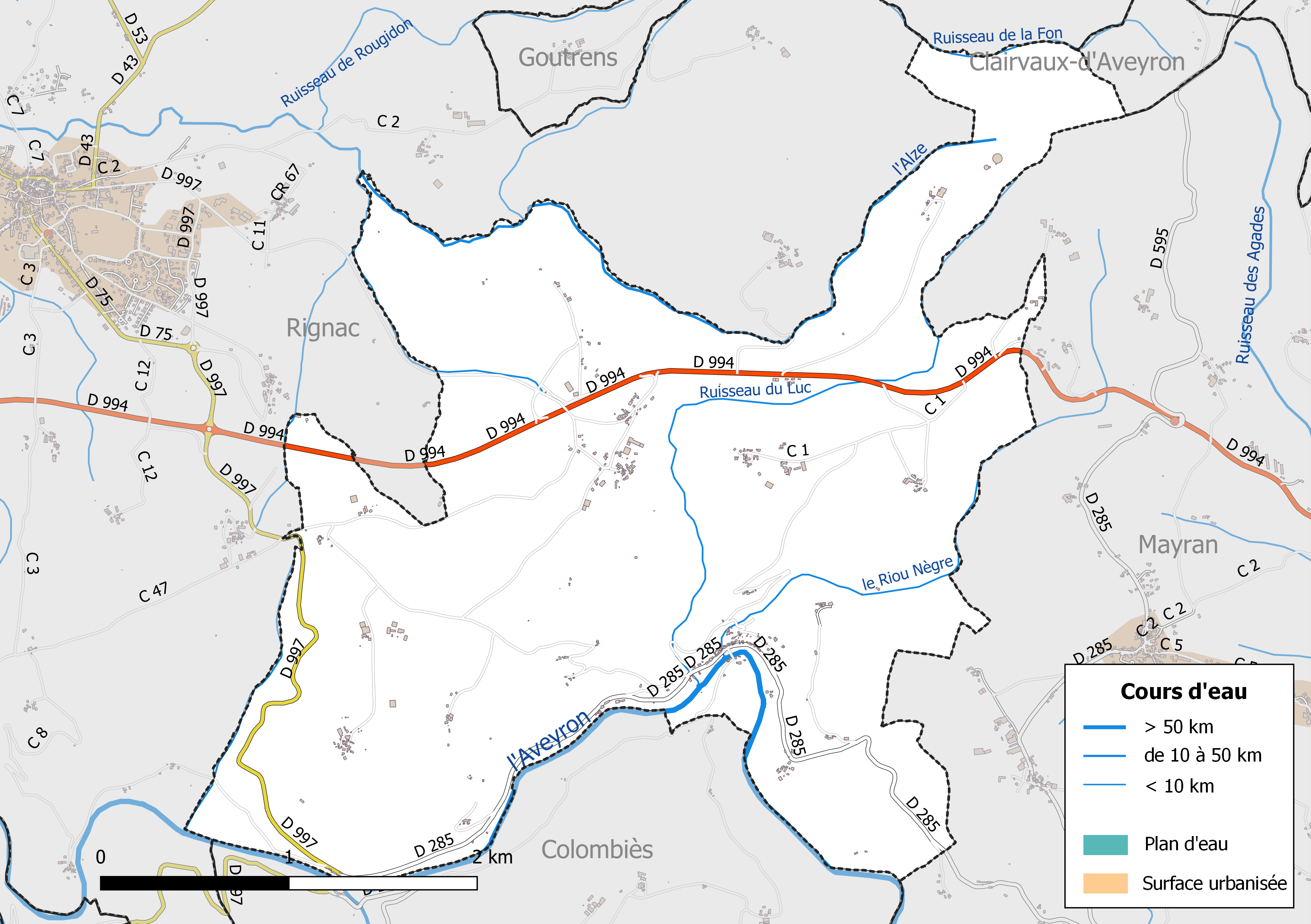
Réseaux hydrographique et routier de Belcastel (Aveyron).

La commune est drainée par l'Aveyron, le Riou Nègre, le ruisseau de la Fon, le ruisseau du Luc et par divers petits cours d'eau.
L'Aveyron, d'une longueur totale de 290,6 km, prend sa source dans la commune de Sévérac d'Aveyron et se jette  dans le Tarn à Barry-d'Islemade, après avoir arrosé 60 communes.

#### Gestion des cours d'eau
La gestion des cours d’eau situés dans le bassin de l’Aveyron est assurée par l’établissement public d'aménagement et de gestion des eaux (EPAGE) Aveyron amont, créé le 1er janvier 2017, en remplacement du syndicat mixte du bassin versant Aveyron amont,,.

### Climat
Pour des articles plus généraux, voir Climat de l'Occitanie et Climat de l'Aveyron.
En 2010, le climat de la commune est de type climat océanique altéré, selon une étude s'appuyant sur une série de données couvrant la période 1971-2000. En 2020, Météo-France publie une typologie des climats de la France métropolitaine dans laquelle la commune est dans une zone de transition entre le climat océanique altéré et le climat de montagne et est dans la région climatique Sud-est du Massif Central, caractérisée par une pluviométrie annuelle de 1 000 à 1 500 mm, minimale en été, maximale en automne.
Pour la période 1971-2000, la température annuelle moyenne est de 11,3 °C, avec une amplitude thermique annuelle de 15,6 °C. Le cumul annuel moyen de précipitations est de 1 042 mm, avec 11,3 jours de précipitations en janvier et 7 jours en juillet. Pour la période 1991-2020, la température moyenne annuelle observée sur la station météorologique la plus proche, située sur la commune de Colombiès à 5 km à vol d'oiseau, est de 11,5 °C et le cumul annuel moyen de précipitations est de 989,2 mm,. Pour l'avenir, les paramètres climatiques de la commune estimés pour 2050 selon différents scénarios d'émission de gaz à effet de serre sont consultables sur un site dédié publié par Météo-France en novembre 2022.

### Milieux naturels et biodiversité

#### Sites Natura 2000

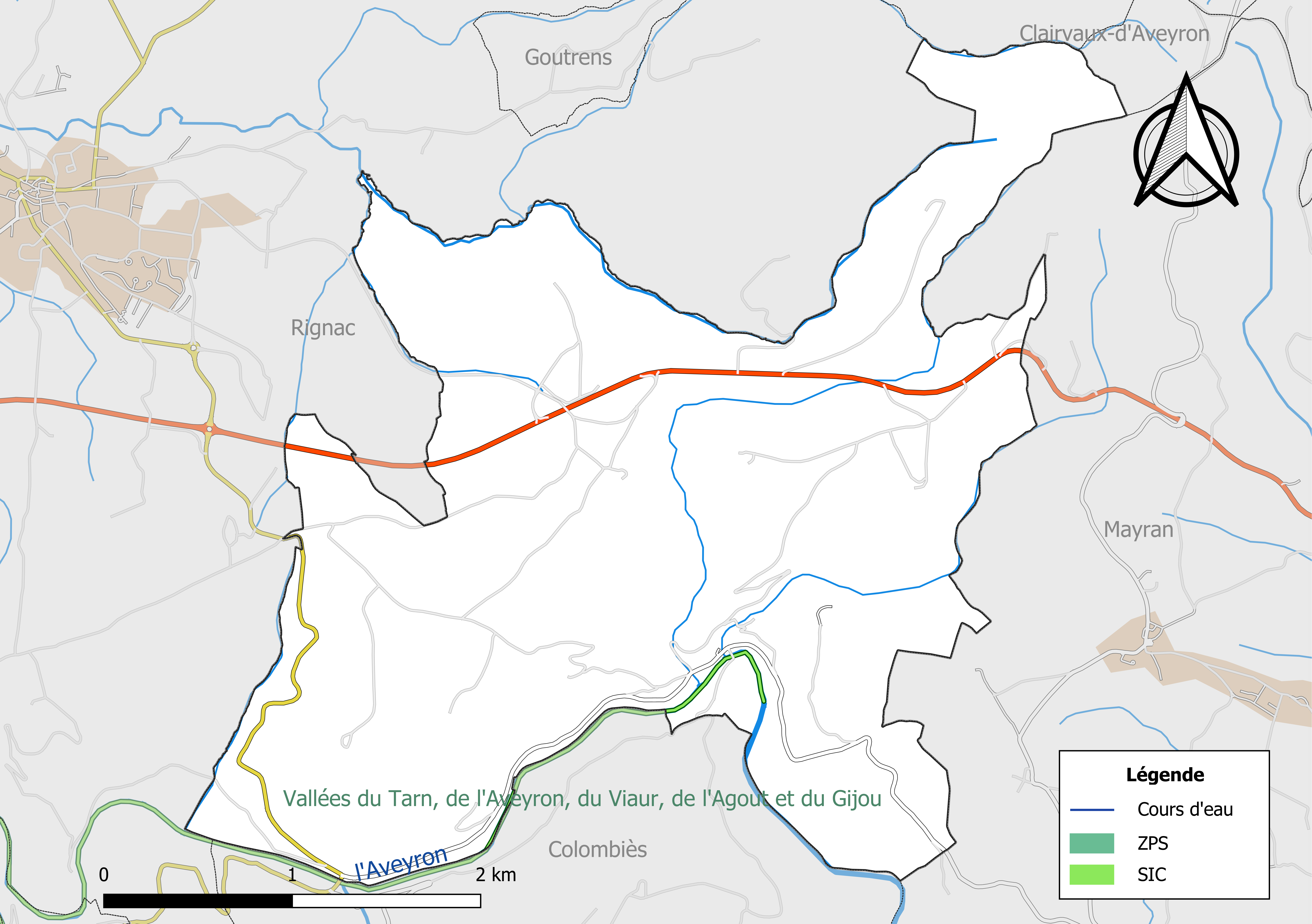
Sites Natura 2000 sur le territoire communal.

Le réseau Natura 2000 est un réseau écologique européen de sites naturels d’intérêt écologique élaboré à partir des Directives « Habitats » et « Oiseaux ». Ce réseau est constitué de Zones spéciales de conservation (ZSC) et de Zones de protection spéciale (ZPS). Dans les zones de ce réseau, les États Membres s'engagent à maintenir dans un état de conservation favorable les types d'habitats et d'espèces concernés, par le biais de mesures réglementaires, administratives ou contractuelles.
Un site Natura 2000 a été défini sur la commune au titre de la « directive Habitats ».
Les « Vallées du Tarn, de l'Aveyron, du Viaur, de l'Agout et du Gijou », d'une superficie de 17 144 ha, présentent une très grande diversité d'habitats et d'espèces dans ce vaste réseau de cours d'eau et de gorges. La présence de la Loutre d'Europe et de la moule perlière d'eau douce est également d'un intérêt majeur.

#### Zones naturelles d'intérêt écologique, faunistique et floristique
L’inventaire des zones naturelles d'intérêt écologique, faunistique et floristique (ZNIEFF) a pour objectif de réaliser une couverture des zones les plus intéressantes sur le plan écologique, essentiellement dans la perspective d’améliorer la connaissance du patrimoine naturel national et de fournir aux différents décideurs un outil d’aide à la prise en compte de l’environnement dans l’aménagement du territoire.
Le territoire communal de Belcastel comprend une ZNIEFF de type 1, : 
la « rivière Aveyron » (3 500 ha)
et une ZNIEFF de type 2, :
la « vallée de l'Aveyron » (14 644 ha), qui s'étend sur 68 communes dont 42 dans l'Aveyron, 21 dans le Tarn-et-Garonne et 5 dans le Tarn.

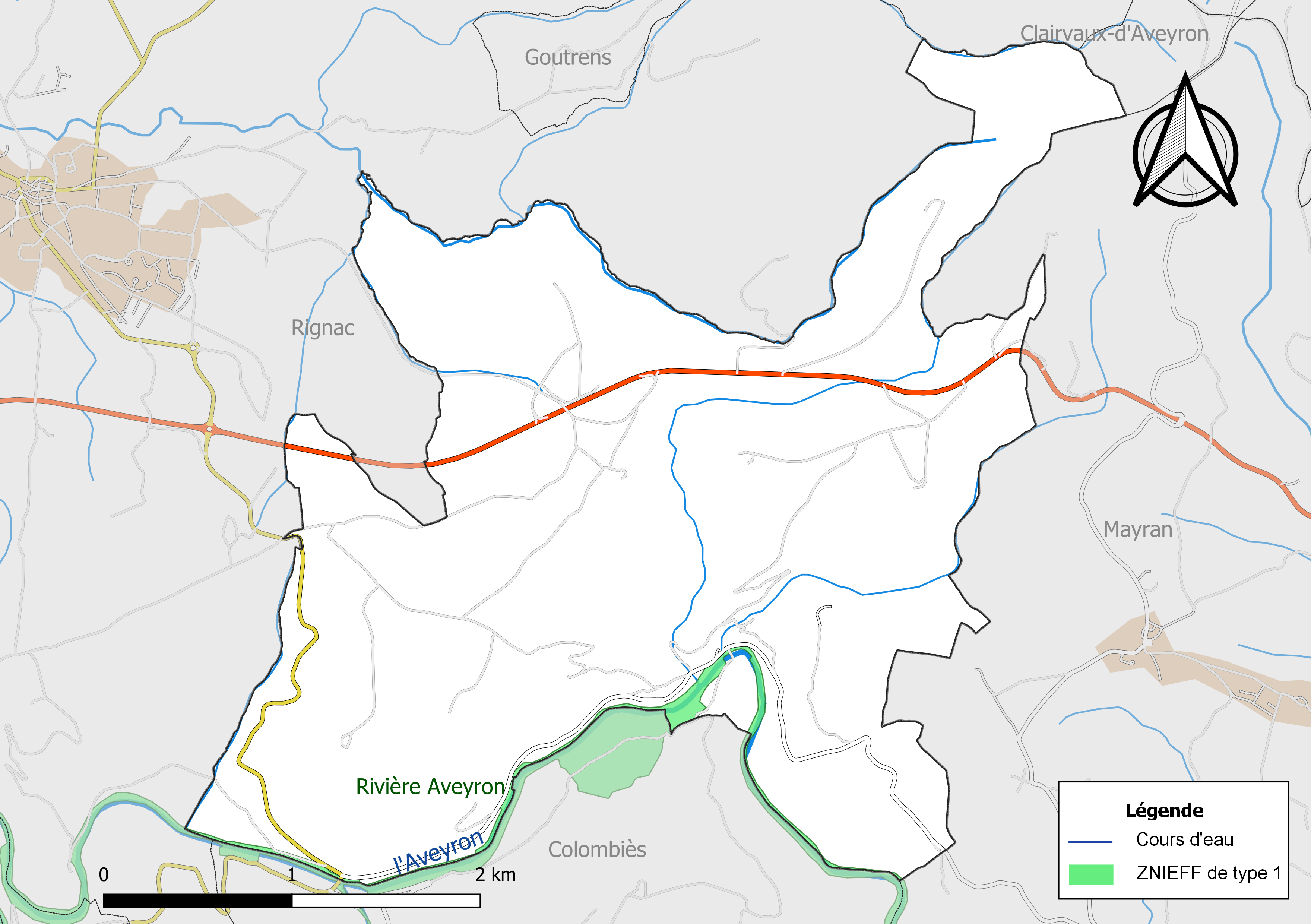
Carte de la ZNIEFF de type 1 de la commune.
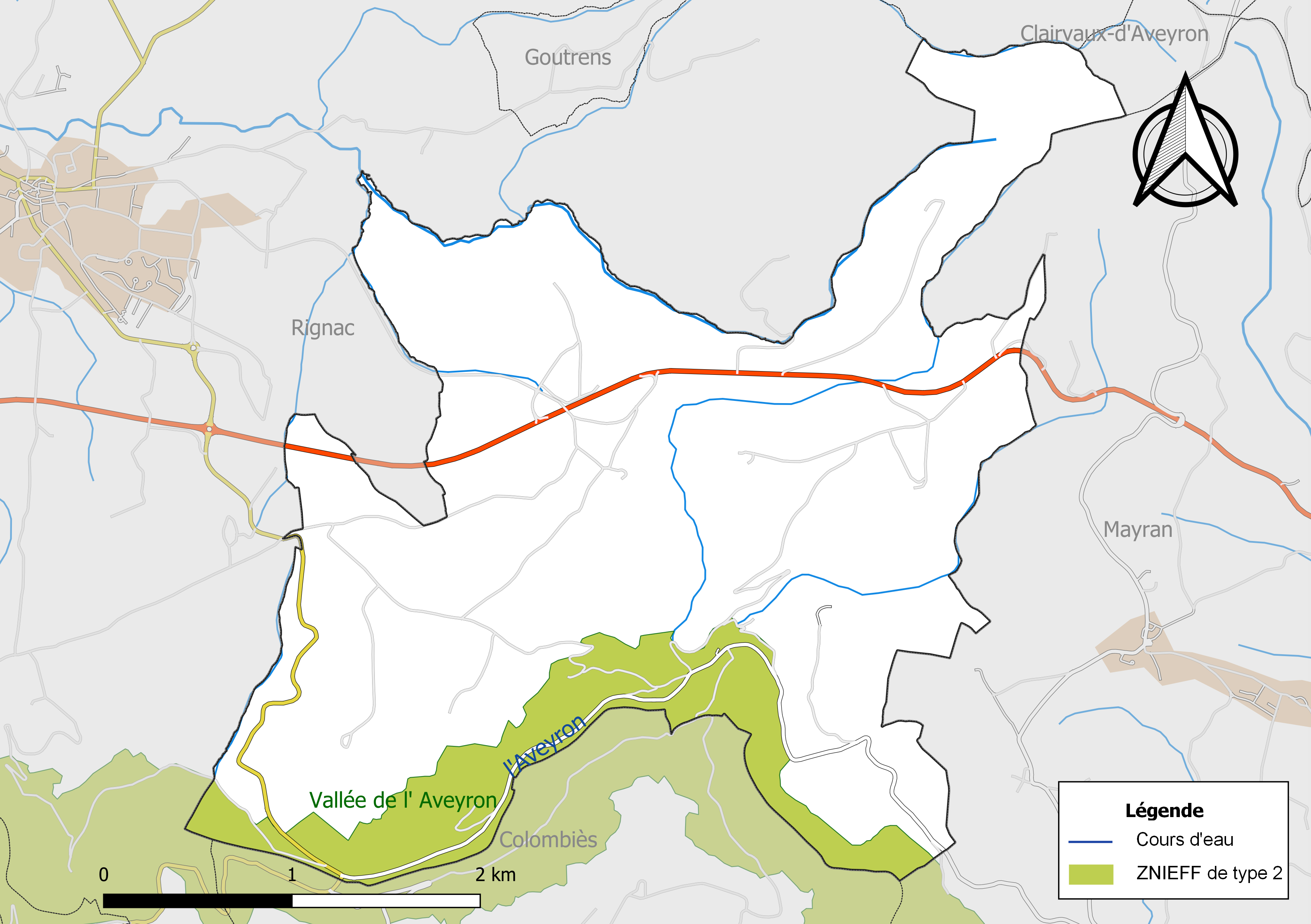
Carte de la ZNIEFF de type 2 de la commune.

## Urbanisme

### Typologie
Au 1er janvier 2024, Belcastel est catégorisée commune rurale à habitat très dispersé, selon la nouvelle grille communale de densité à 7 niveaux définie par l'Insee en 2022.
Elle est située hors unité urbaine. Par ailleurs la commune fait partie de l'aire d'attraction de Rodez, dont elle est une commune de la couronne,. Cette aire, qui regroupe 68 communes, est catégorisée dans les aires de 50 000 à moins de 200 000 habitants,.

### Occupation des sols

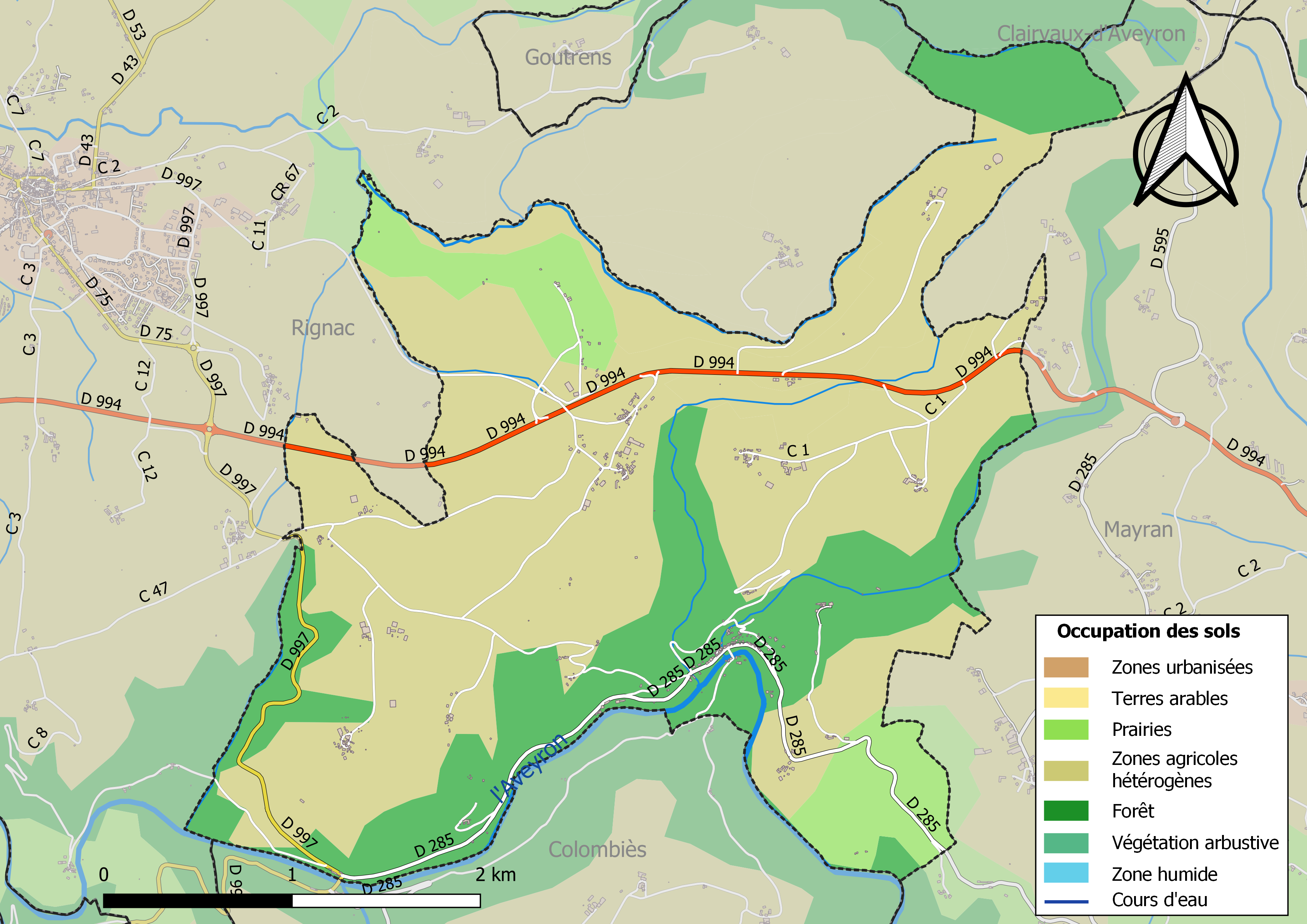
Infrastructures et occupation des sols de la commune de Belcastel.

L'occupation des sols de la commune, telle qu'elle ressort de la base de données européenne d’occupation biophysique des sols Corine Land Cover (CLC), est marquée par l'importance des territoires agricoles (72,4 % en 2018), une proportion identique à celle de 1990 (72,4 %). La répartition détaillée en 2018 est la suivante : 
zones agricoles hétérogènes (63,8 %), forêts (27,6 %), prairies (8,6 %).

### Planification
La loi SRU du 13 décembre 2000 a incité fortement les communes à se regrouper au sein d’un établissement public, pour déterminer les partis d’aménagement de l’espace au sein d’un SCoT, un document essentiel d’orientation stratégique des politiques publiques à une grande échelle. La commune est dans le territoire du SCoT du Centre Ouest Aveyron  approuvé en février 2020. La structure porteuse est le Pôle d'équilibre territorial et rural Centre Ouest Aveyron, qui associe neuf EPCI, notamment la communauté de communes du Pays Rignacois, dont la commune est membre.
La commune avait engagé en 2017 l'élaboration d'une carte communale.

### Risques majeurs
Le territoire de la commune de Belcastel est vulnérable à différents aléas naturels : climatiques (hiver exceptionnel ou canicule), feux de forêts et séisme (sismicité faible).
Il est également exposé à un risque technologique, le transport de matières dangereuses, et à un risque particulier, le risque radon,.

#### Risques naturels
Le Plan départemental de protection des forêts contre les incendies découpe le département de l’Aveyron en sept « bassins de risque » et définit une sensibilité des communes à l’aléa feux de forêt (de faible à très forte). La commune est classée en sensibilité faible.

#### Risques technologiques
Le risque de transport de matières dangereuses sur la commune est lié à sa traversée par une route à fort trafic. Un accident se produisant sur une telle infrastructure est en effet susceptible d’avoir des effets graves au bâti ou aux personnes jusqu’à 350 m, selon la nature du matériau transporté. Des dispositions d’urbanisme peuvent être préconisées en conséquence.

#### Risque particulier
Dans plusieurs parties du territoire national, le radon, accumulé dans certains logements ou autres locaux, peut constituer une source significative d’exposition de la population aux rayonnements ionisants. Toutes les communes du département sont concernées par le risque radon à un niveau plus ou moins élevé. La commune de Belcastel est classée à risque moyen à élevé.

## Histoire

### Moyen Âge
Les maisons en bas du château datent du XIIIe siècle. Une enceinte fortifiée entourait le hameau.

## Politique et administration

### Découpage territorial
La commune de Belcastel est membre de la communauté de communes du Pays Rignacois, un établissement public de coopération intercommunale (EPCI) à fiscalité propre créé le 29 décembre 1995 dont le siège est à Rignac. Ce dernier est par ailleurs membre d'autres groupements intercommunaux.
Sur le plan administratif, elle est rattachée à l'arrondissement de Villefranche-de-Rouergue, au département de l'Aveyron et à la région Occitanie. Sur le plan électoral, elle dépend du  canton d'Enne et Alzou pour l'élection des conseillers départementaux, depuis le redécoupage cantonal de 2014 entré en vigueur en 2015, et de la deuxième circonscription de l'Aveyron  pour les élections législatives, depuis le dernier découpage électoral de 2010.

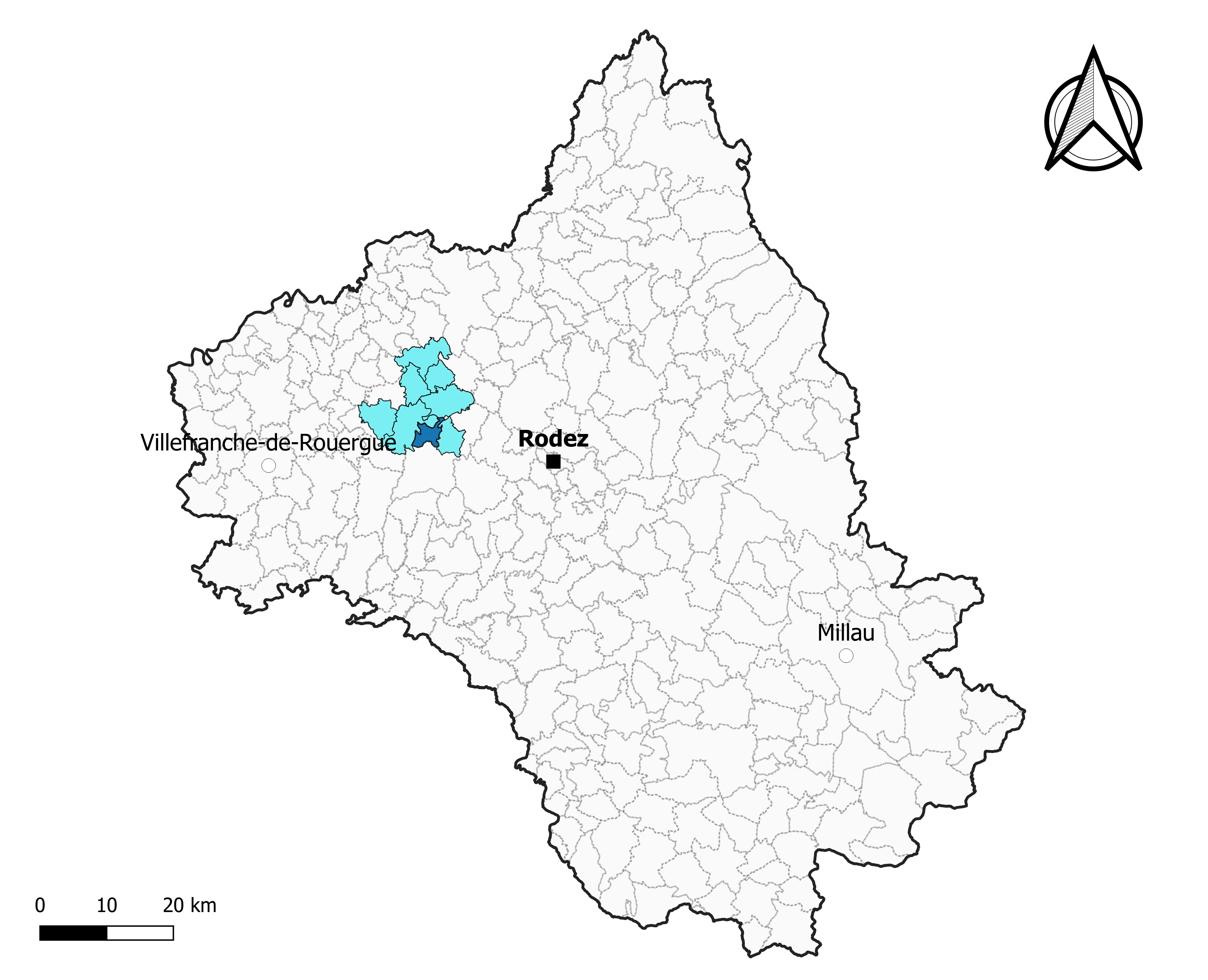
Belcastel dans l'intercommunalité en 2020.
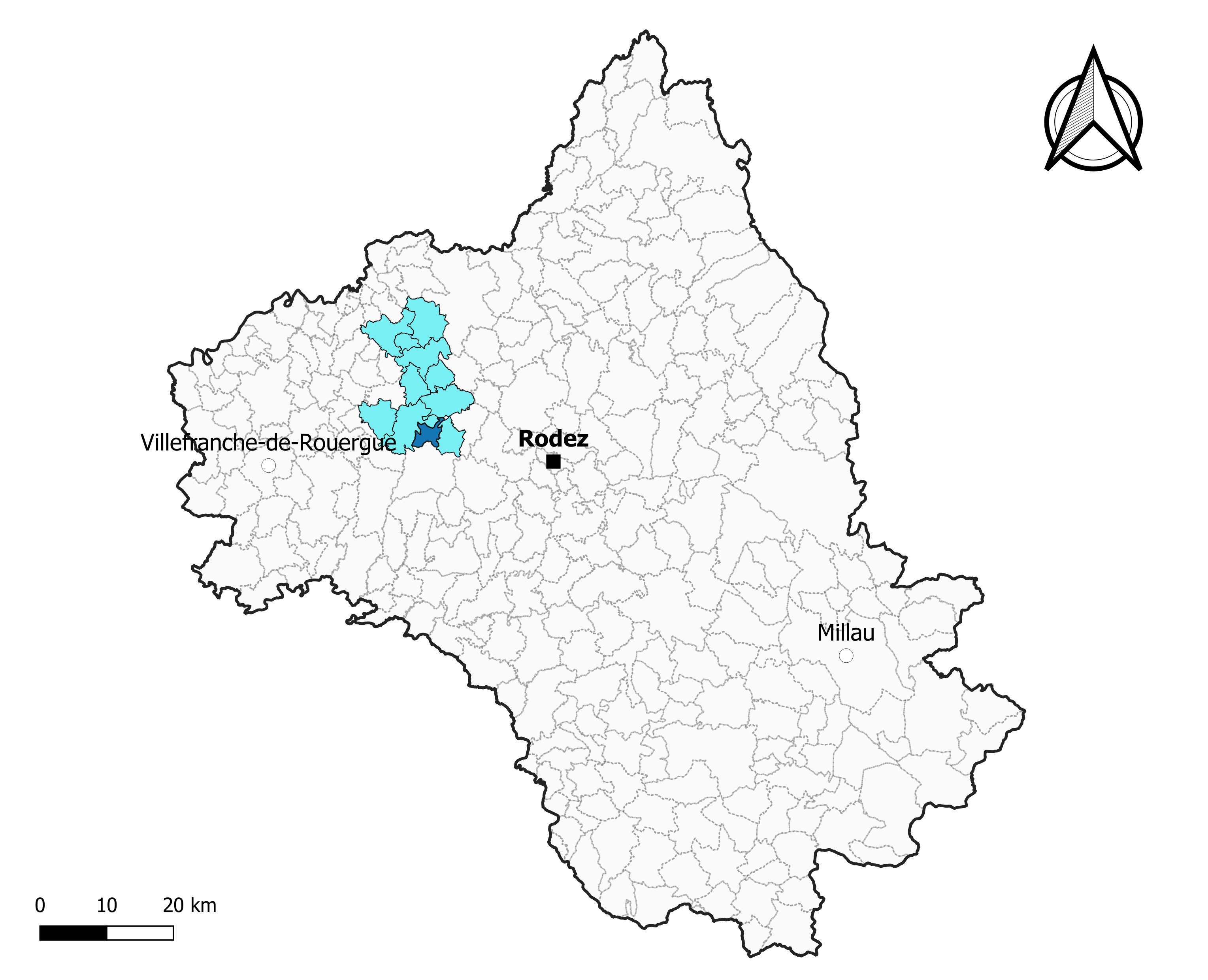
Belcastel dans le canton d'Enne et Alzou en 2020.
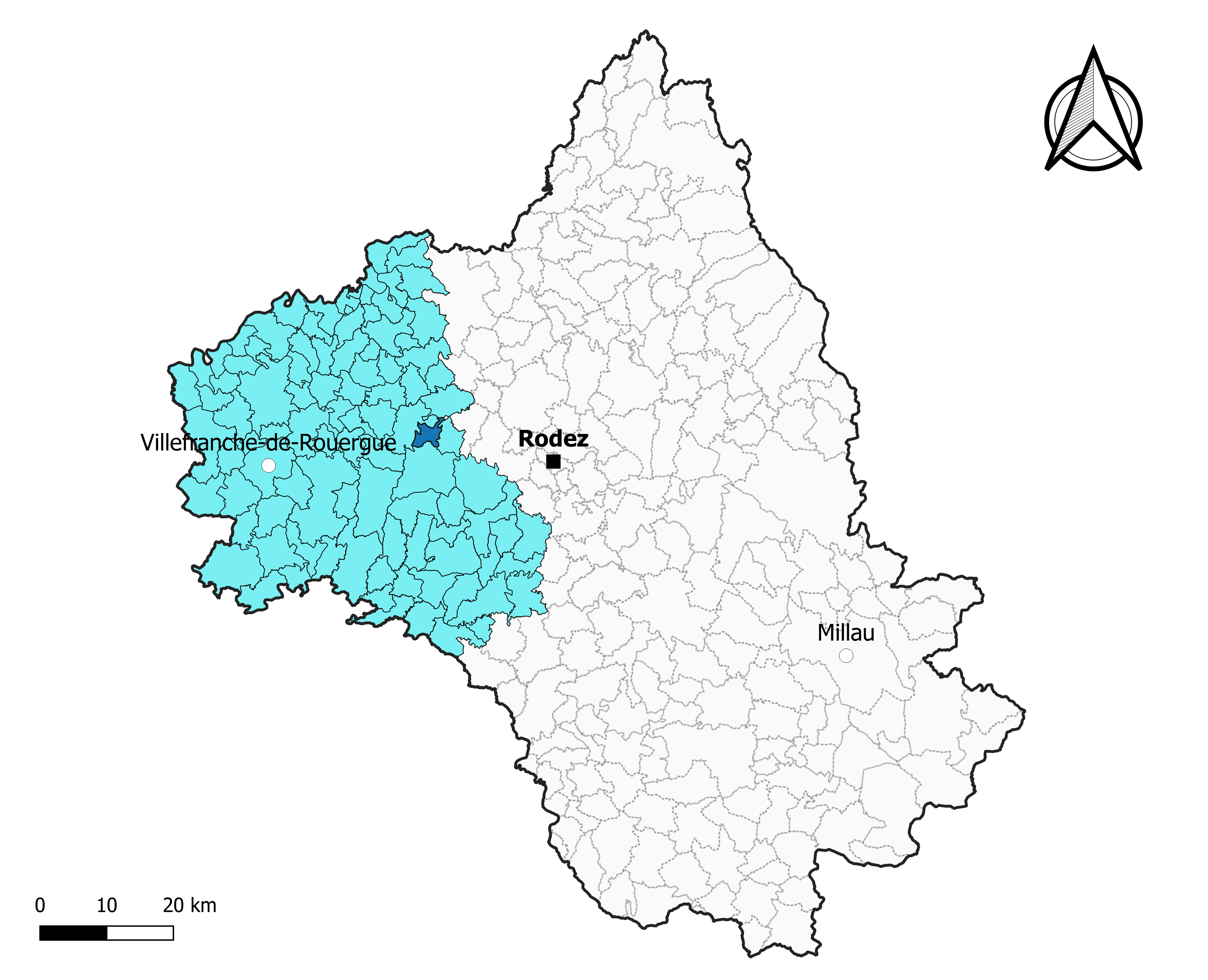
Belcastel dans l'arrondissement de Villefranche-de-Rouergue en 2020.

### Élections municipales et communautaires

#### Élections de 2020
Le conseil municipal de Belcastel, commune de moins de 1 000 habitants, est élu au scrutin majoritaire plurinominal à deux tours avec candidatures isolées ou groupées et possibilité de panachage. Compte tenu de la population communale, le nombre de sièges à pourvoir lors des élections municipales de 2020 est de 11. La totalité des onze candidats en lice est élue dès le premier tour, le 15 mars 2020, avec un taux de participation de 71,79 %.
Jean-Louis Bessière, maire sortant, est réélu pour un nouveau mandat le 27 mai 2020.
Dans les communes de moins de 1 000 habitants, les conseillers communautaires sont désignés parmi les conseillers municipaux élus en suivant l’ordre du tableau (maire, adjoints puis conseillers municipaux) et dans la limite du nombre de sièges attribués à la commune au sein du conseil communautaire. Un siège est attribué à la commune au sein de la communauté de communes du Pays Rignacois.

#### Liste des maires
| Période                                  | Période  | Identité             | Étiquette | Qualité    |
| ---------------------------------------- | -------- | -------------------- | --------- | ---------- |
| 1983                                     | 2014     | Claude Cayla         |           | retraité   |
| avril 2014                               | En cours | Jean-Louis Bessière, |           | Technicien |
| Les données manquantes sont à compléter. |          |                      |           |            |

### Politique de développement durable
La commune a engagé une politique de développement durable en lançant une démarche d'Agenda 21 en 2009.

## Population et société

### Démographie
L'évolution du nombre d'habitants est connue à travers les recensements de la population effectués dans la commune depuis 1793. Pour les communes de moins de 10 000 habitants, une enquête de recensement portant sur toute la population est réalisée tous les cinq ans, les populations de référence des années intermédiaires étant quant à elles estimées par interpolation ou extrapolation. Pour la commune, le premier recensement exhaustif entrant dans le cadre du nouveau dispositif a été réalisé en 2004.

En 2022, la commune comptait 190 habitants, en évolution de +0,53 % par rapport à 2016 (Aveyron : +0,37 %, France hors Mayotte : +2,11 %).
| 1793 | 1800 | 1831 | 1836 | 1841 | 1846 | 1851 | 1856 | 1861 |
| ---- | ---- | ---- | ---- | ---- | ---- | ---- | ---- | ---- |
| 706  | 589  | 812  | 831  | 939  | 934  | 936  | 890  | 944  |

| 1866 | 1872 | 1876 | 1881  | 1886  | 1891  | 1896  | 1901  | 1906 |
| ---- | ---- | ---- | ----- | ----- | ----- | ----- | ----- | ---- |
| 942  | 970  | 990  | 1 020 | 1 047 | 1 062 | 1 041 | 1 023 | 998  |

| 1911 | 1921 | 1926 | 1931 | 1936 | 1946 | 1954 | 1962 | 1968 |
| ---- | ---- | ---- | ---- | ---- | ---- | ---- | ---- | ---- |
| 463  | 378  | 352  | 348  | 299  | 313  | 284  | 281  | 280  |

| 1975 | 1982 | 1990 | 1999 | 2004 | 2006 | 2009 | 2014 | 2019 |
| ---- | ---- | ---- | ---- | ---- | ---- | ---- | ---- | ---- |
| 266  | 249  | 245  | 251  | 242  | 234  | 225  | 192  | 195  |

| 2022 | - | - | - | - | - | - | - | - |
| ---- | - | - | - | - | - | - | - | - |
| 190  | - | - | - | - | - | - | - | - |

## Économie

### Revenus
En 2018  (données Insee publiées en septembre 2021), la commune compte 90 ménages fiscaux, regroupant 201 personnes. La médiane du revenu disponible par unité de consommation est de 18 540 € (20 640 € dans le département).

### Emploi
| Division       | 2008  | 2013  | 2018  |
| -------------- | ----- | ----- | ----- |
| Commune        | 5,4 % | 4,8 % | 0 %   |
| Département    | 5,4 % | 7,1 % | 7,1 % |
| France entière | 8,3 % | 10 %  | 10 %  |

En 2018, la population âgée de 15 à 64 ans s'élève à 110 personnes, parmi lesquelles on compte 76,6 % d'actifs (76,6 % ayant un emploi et 0 % de chômeurs) et 23,4 % d'inactifs,. En  2018, le taux de chômage communal (au sens du recensement) des 15-64 ans est inférieur à celui de la France et département, alors qu'en 2008 il était supérieur à celui du département et inférieur à celui de la France.
La commune fait partie de la couronne de l'aire d'attraction de Rodez, du fait qu'au moins 15 % des actifs travaillent dans le pôle,. Elle compte 37 emplois en 2018, contre 51 en 2013 et 38 en 2008. Le nombre d'actifs ayant un emploi résidant dans la commune est de 85, soit un indicateur de concentration d'emploi de 43 % et un taux d'activité parmi les 15 ans ou plus de 50,6 %.
Sur ces 85 actifs de 15 ans ou plus ayant un emploi, 26 travaillent dans la commune, soit 30 % des habitants. Pour se rendre au travail, 77,9 % des habitants utilisent un véhicule personnel ou de fonction à quatre roues, 4,7 % s'y rendent en deux-roues, à vélo ou à pied et 17,4 % n'ont pas besoin de transport (travail au domicile).

### Activités hors agriculture

#### Secteurs d'activités
21 établissements sont implantés  à Belcastel au 31 décembre 2019. Le tableau ci-dessous en détaille le nombre par secteur d'activité et compare les ratios avec ceux du département,.
Le secteur de l'industrie manufacturière, des industries extractives et autres est prépondérant sur la commune puisqu'il représente 28,6 % du nombre total d'établissements de la commune (6 sur les 21 entreprises implantées  à Belcastel), contre 17,7 % au niveau départemental.

#### Entreprises
Cette commune à vocation agricole compte vingt-trois fermes d'exploitation agricole[réf. souhaitée].

### Agriculture
La commune est dans le Segala, une petite région agricole occupant l'ouest du département de l'Aveyron. En 2020, l'orientation technico-économique de l'agriculture  sur la commune est la polyculture et/ou le polyélevage.
|               | 1988 | 2000 | 2010 | 2020 |
| ------------- | ---- | ---- | ---- | ---- |
| Exploitations | 33   | 26   | 20   | 18   |
| SAU (ha)      | 643  | 745  | 646  | 594  |

Le nombre d'exploitations agricoles en activité et ayant leur siège dans la commune est passé de 33 lors du recensement agricole de 1988  à 26 en 2000 puis à 20 en 2010 et enfin à 18 en 2020, soit une baisse de 45 % en 32 ans. Le même mouvement est observé à l'échelle du département qui a perdu pendant cette période 51 % de ses exploitations,. La surface agricole utilisée sur la commune a également diminué, passant de 643 ha en 1988 à 594 ha en 2020. Parallèlement la surface agricole utilisée moyenne par exploitation a augmenté, passant de 19 à 33 ha.

## Culture locale et patrimoine

### Édifices civils
- Le château de Belcastel  Inscrit MH (1928)[56] a été restauré par des artisans et l'architecte Fernand Pouillon, de 1975 à 1982.
- Le vieux pont  Inscrit MH (1928)[57].

Le village.
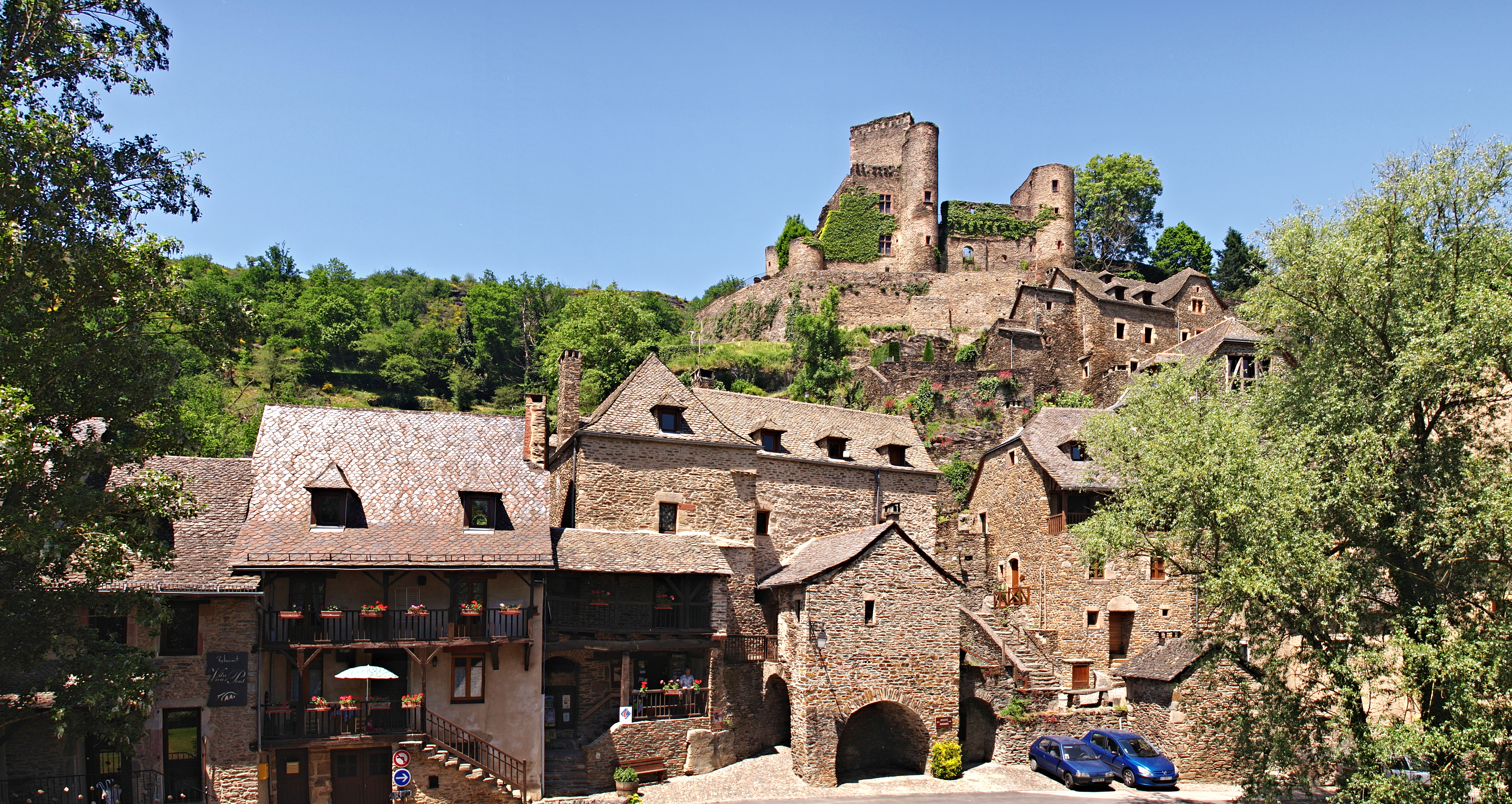
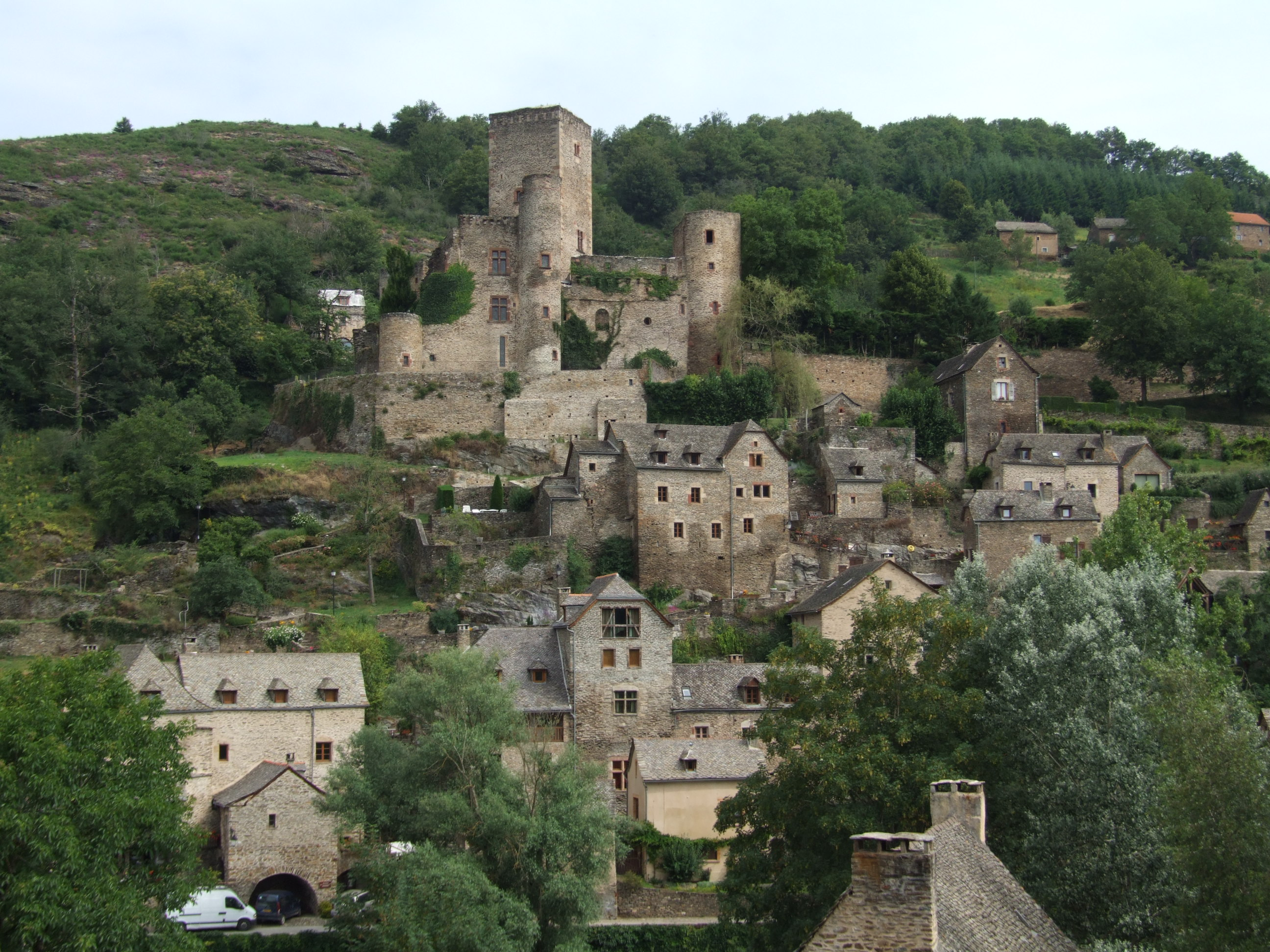
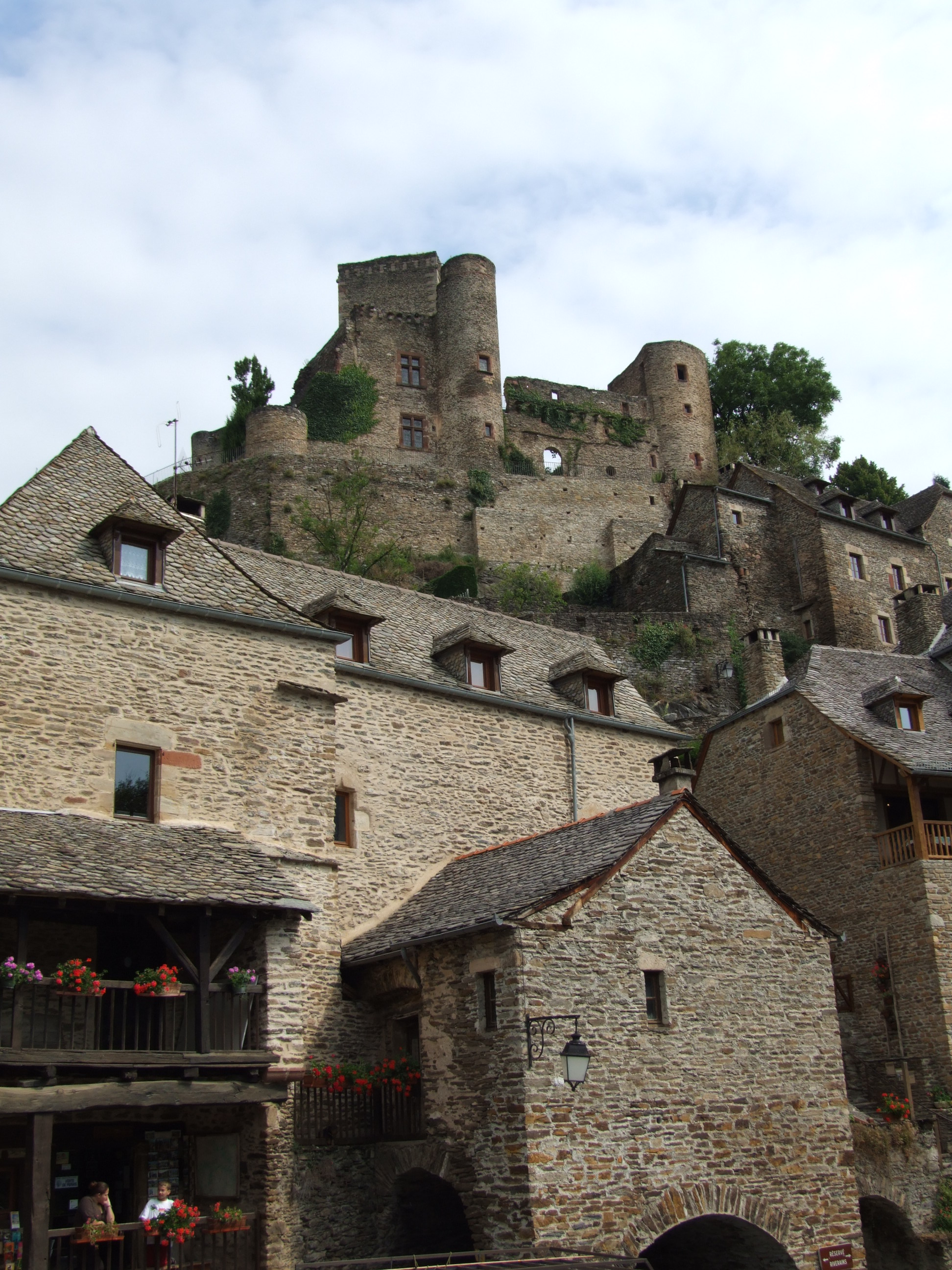
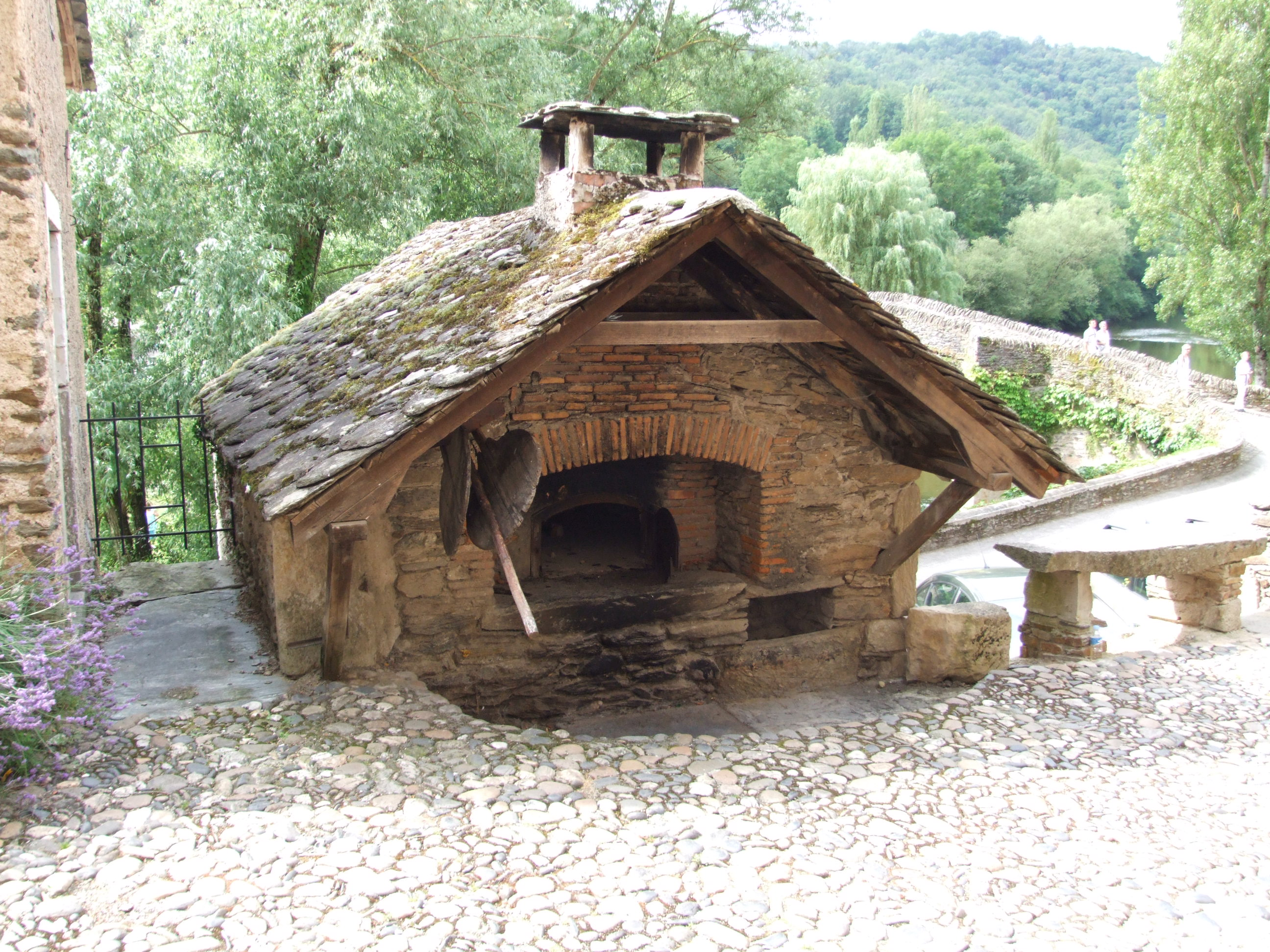
vieux four à bois construit en 1953 par Mr Banne

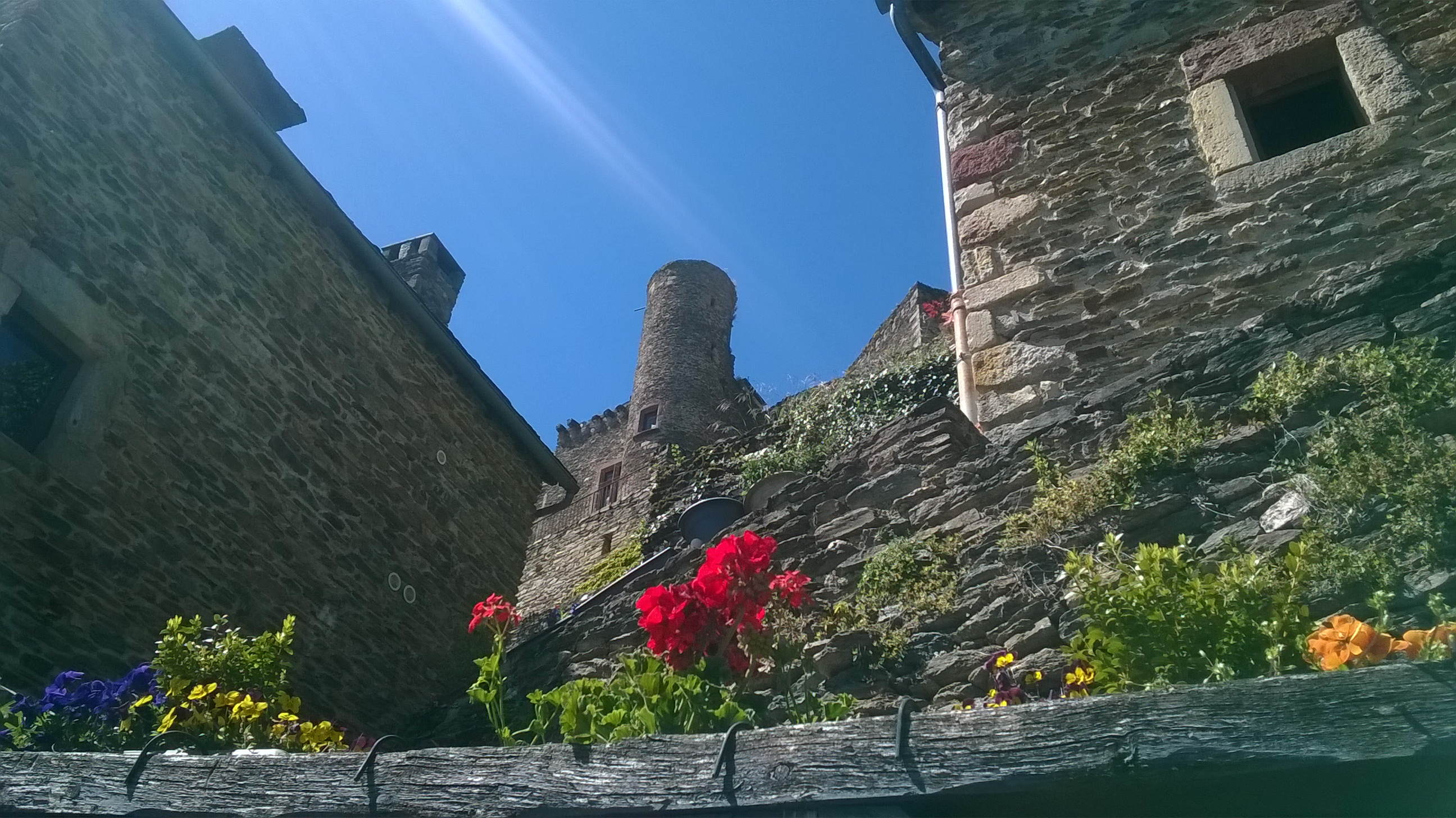
Vue sur le château depuis les calades

Le château.
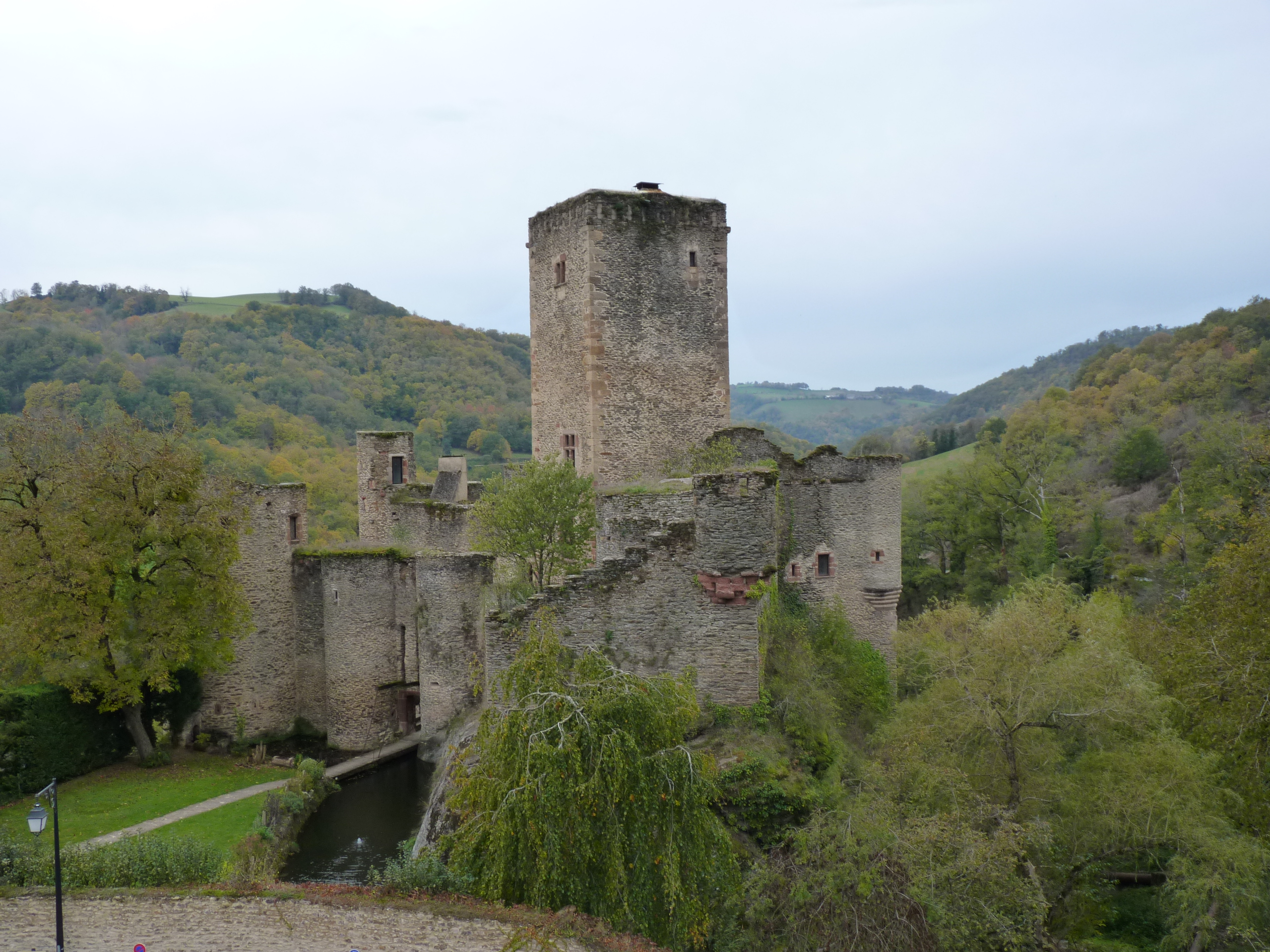
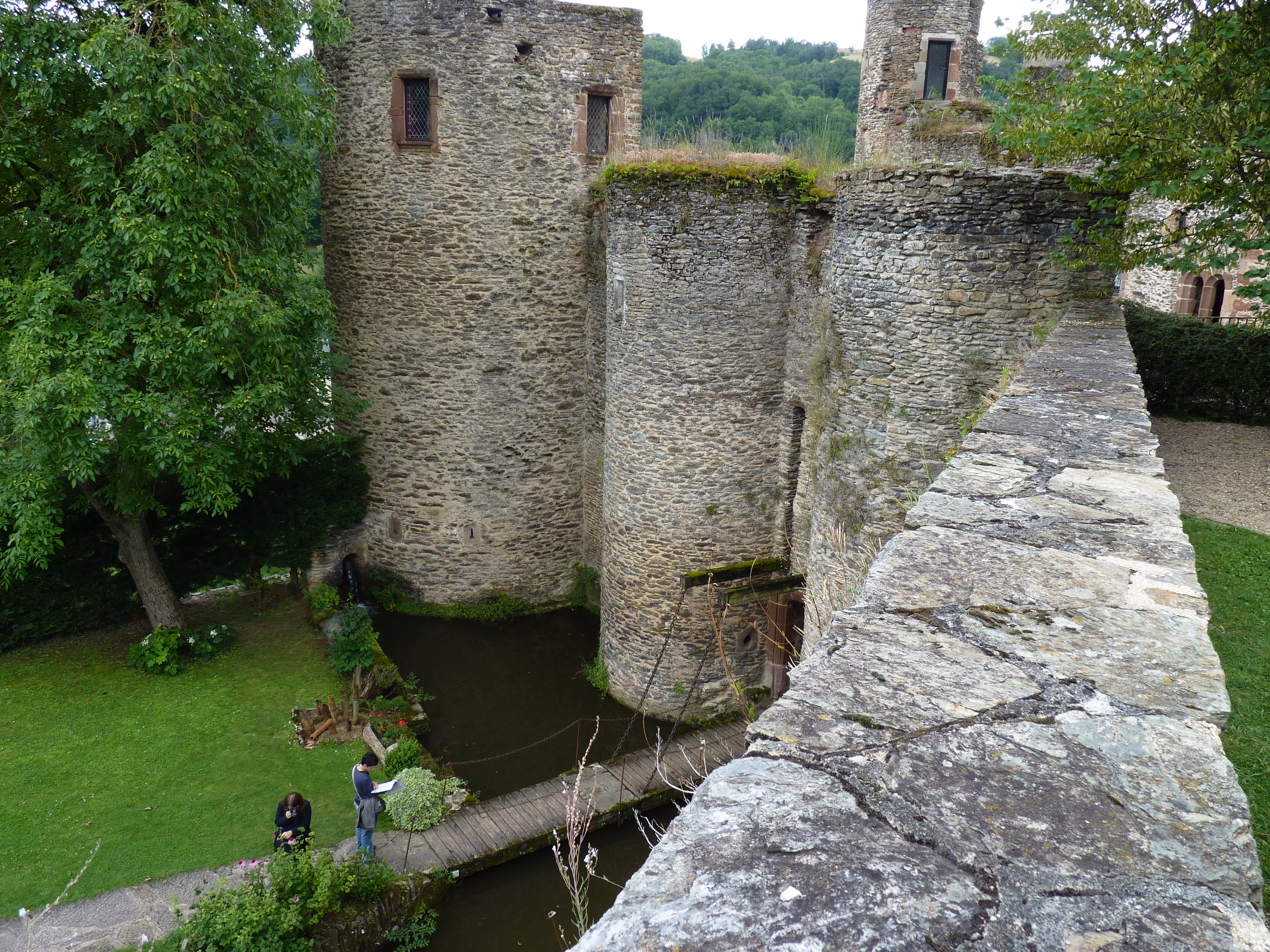
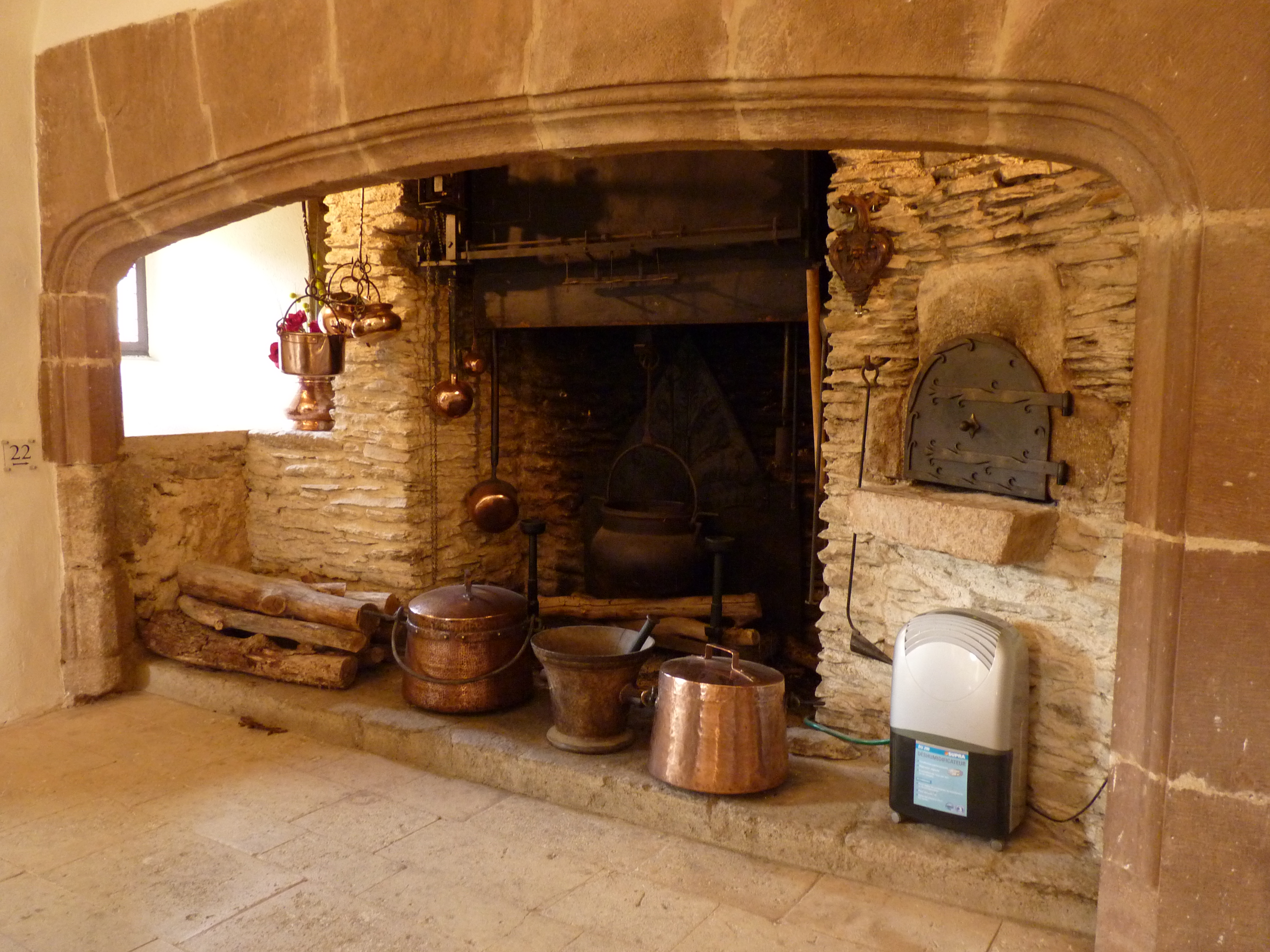
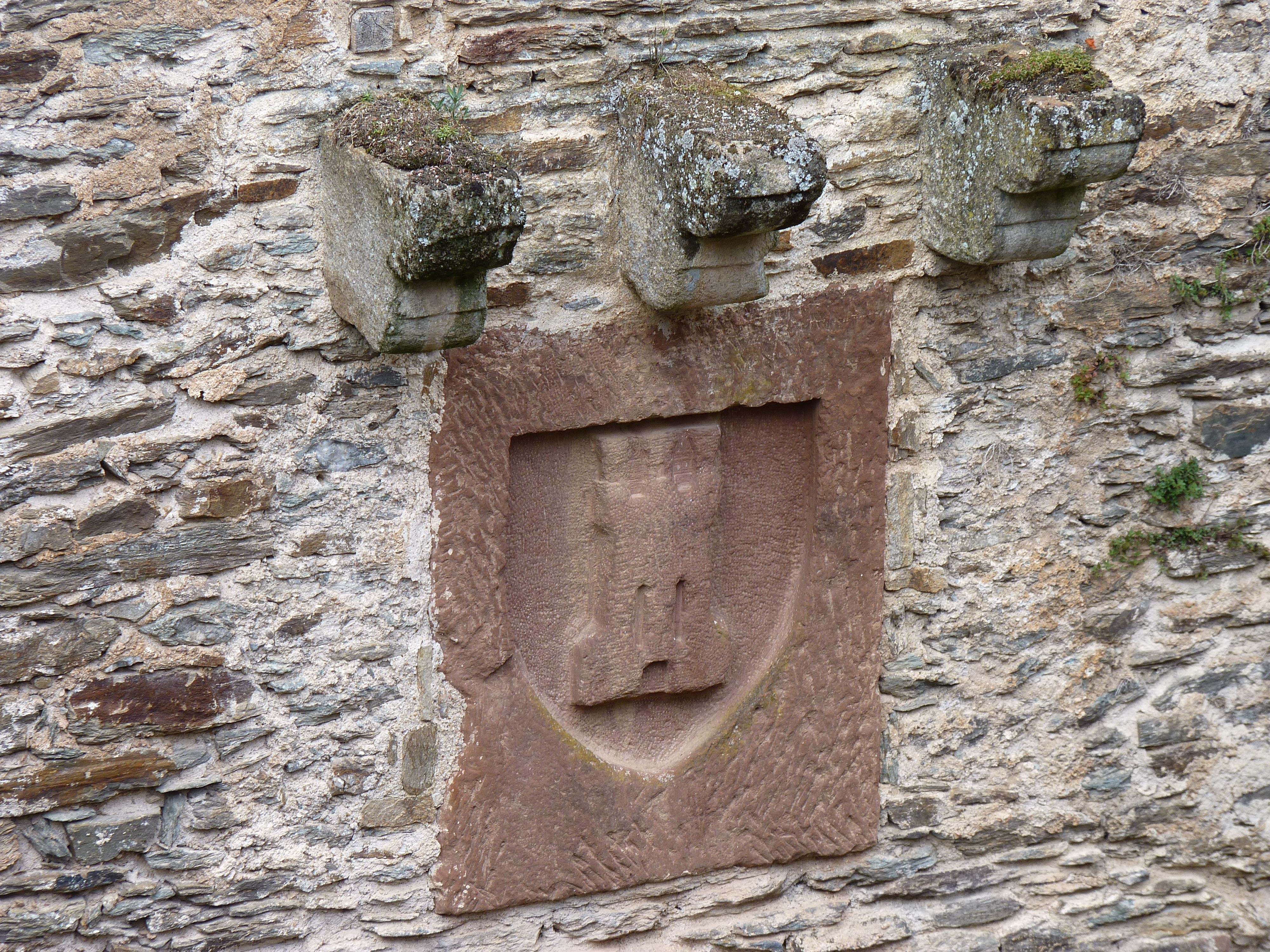

Le vieux pont de pierre enjambant l'Aveyron.
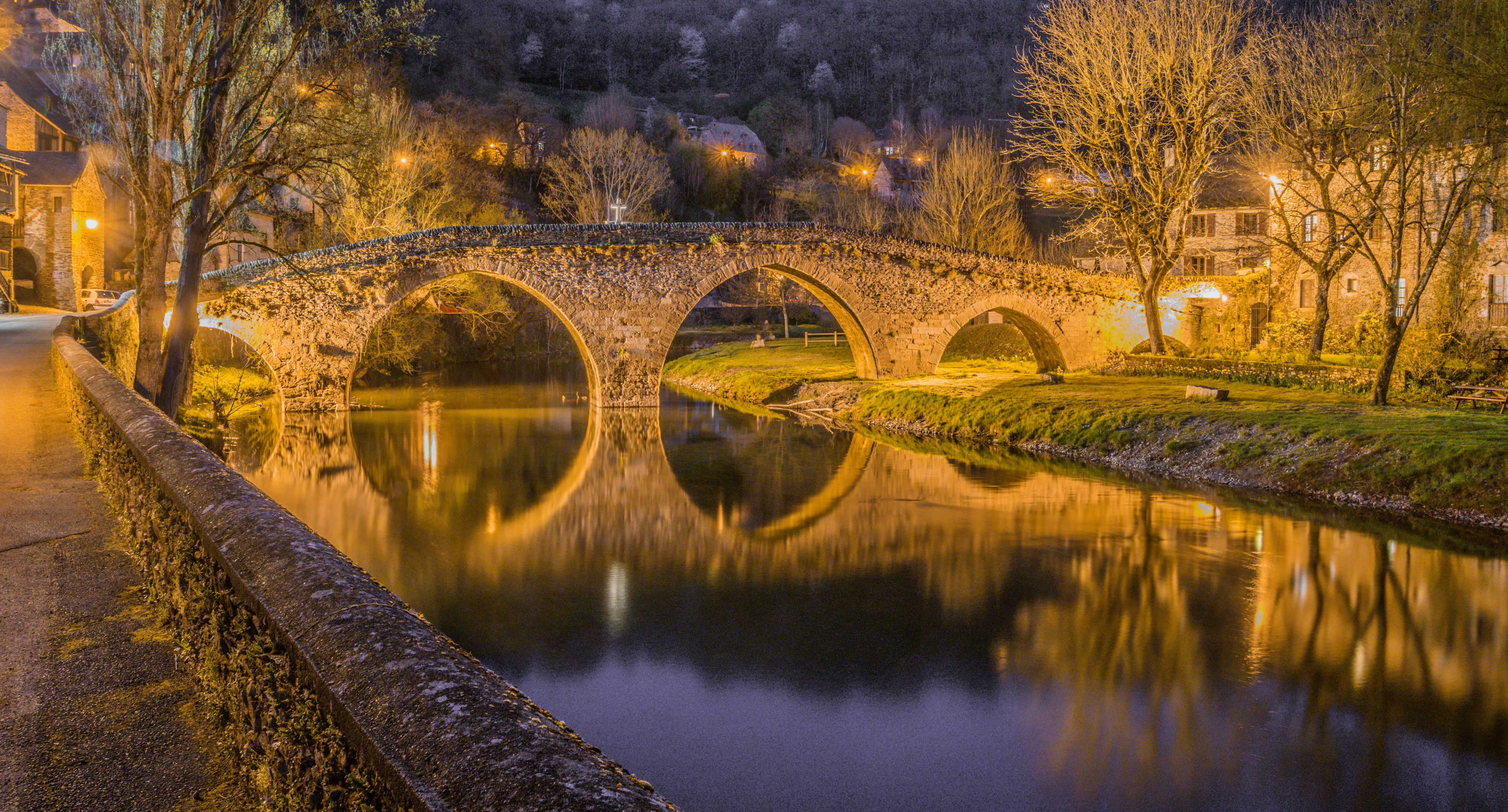
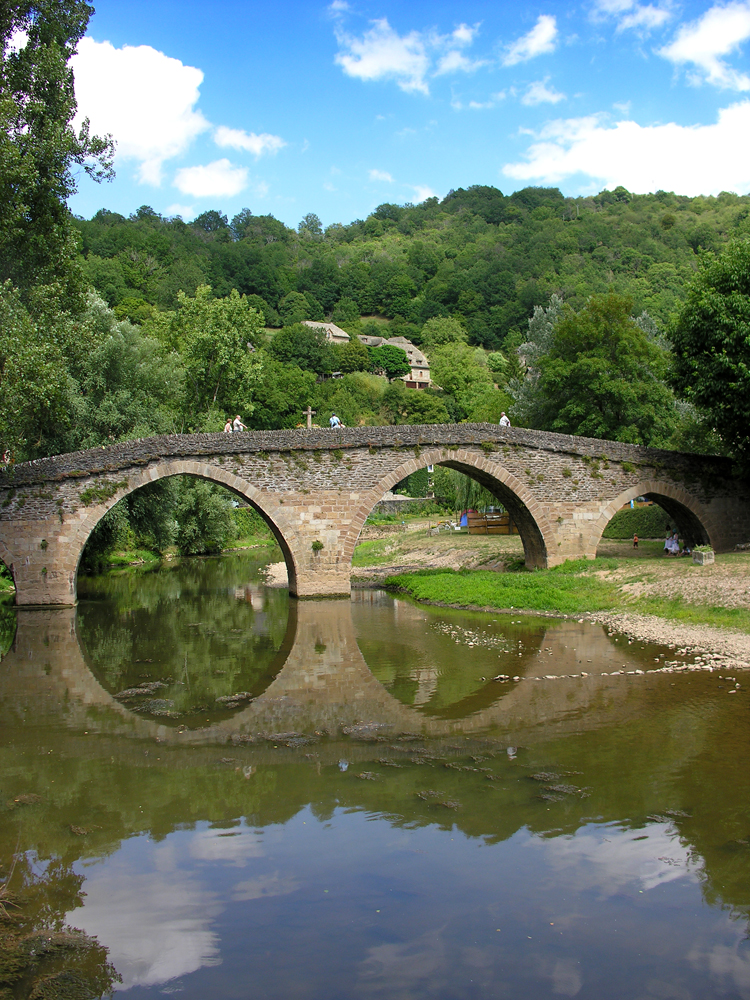
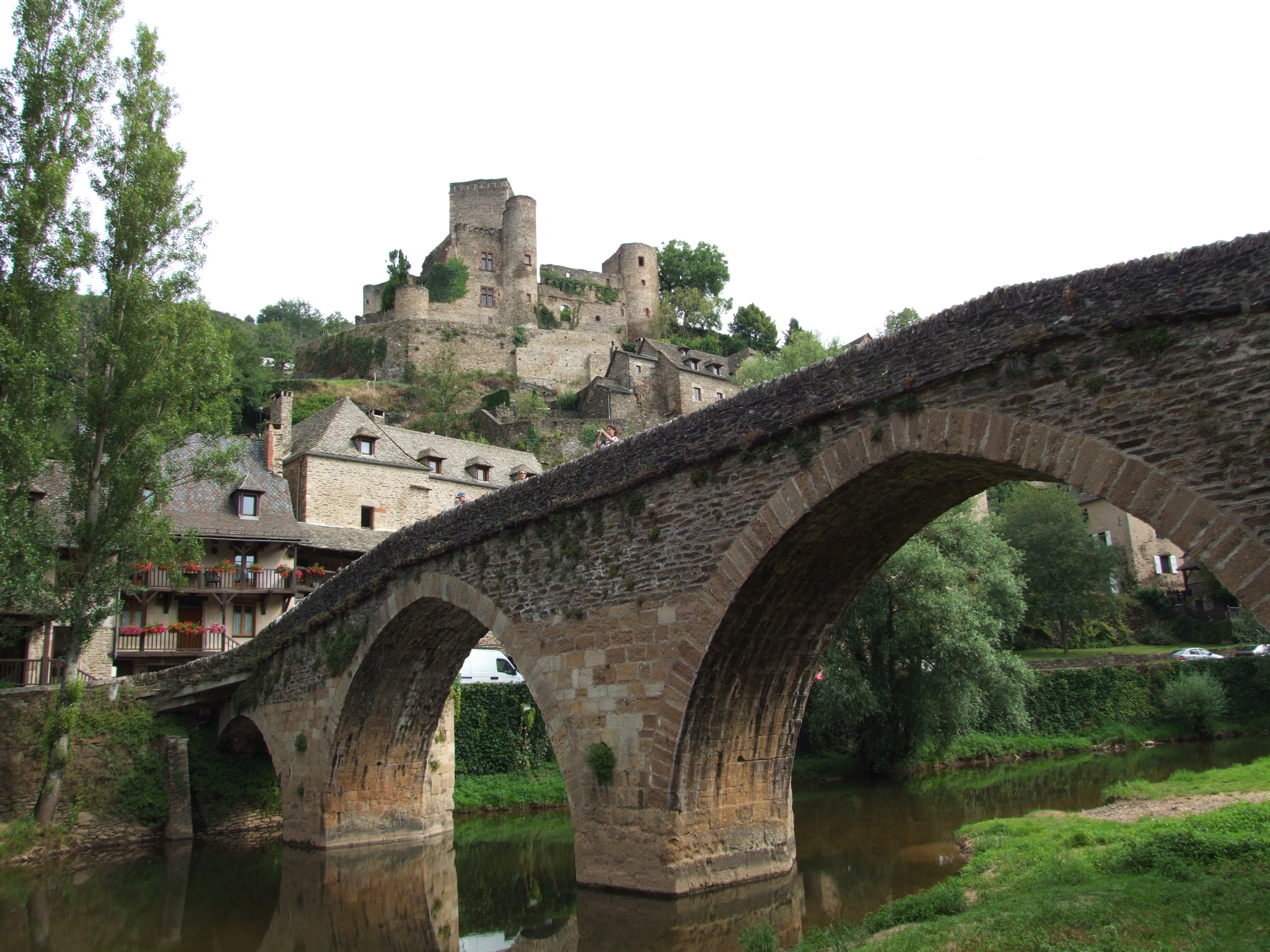
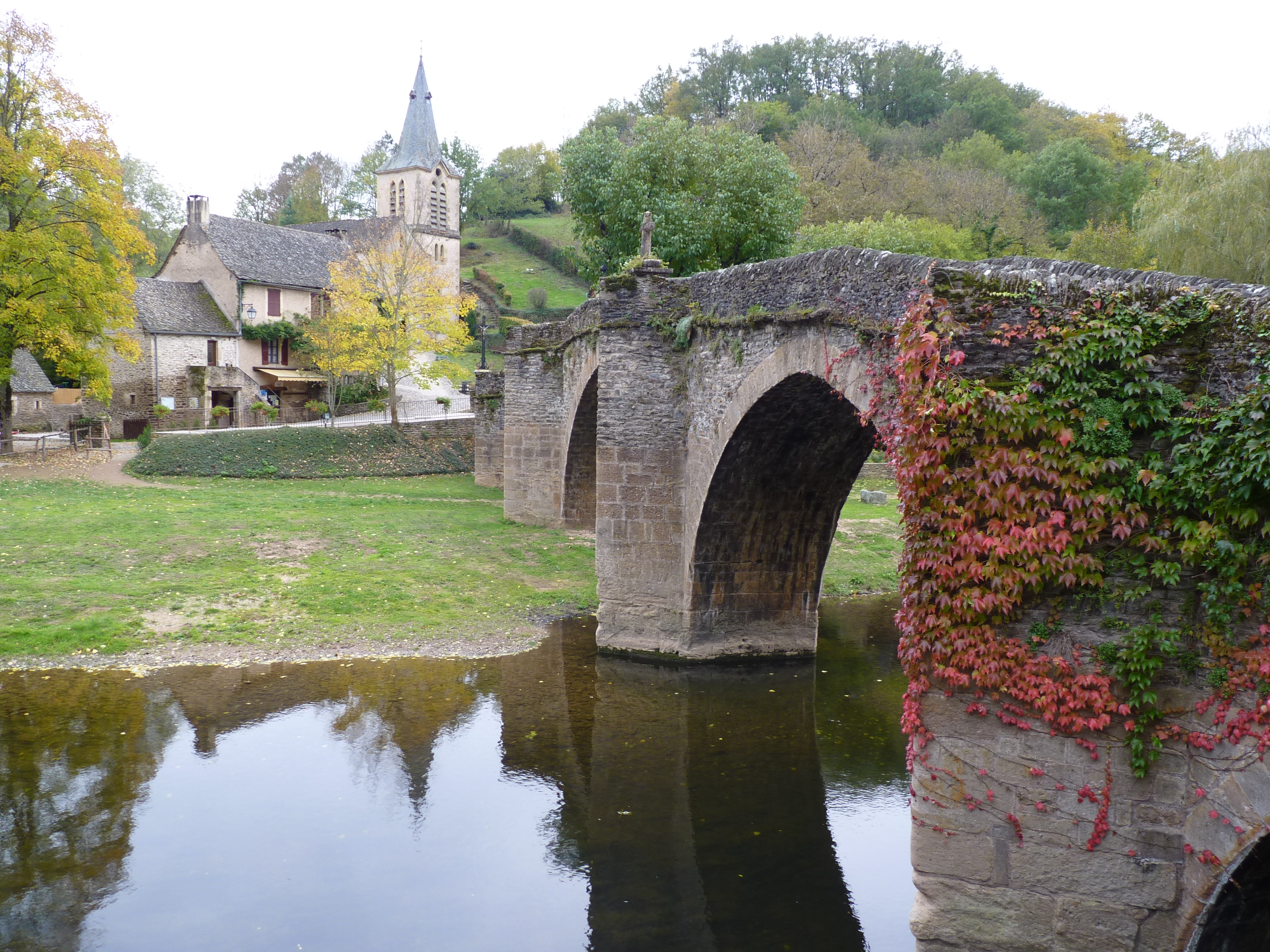

### Édifices religieux
- Église du XVe siècle, consacrée à sainte Marie-Madeleine.
  - Tombe de Alzias de Saunhac  Inscrit MH (1908)[58], seigneur de Belcastel.
  - Ensemble de statues du XVe siècle :
    - Vierge à l’Enfant  Inscrit MH (1921)[59].
    - Sainte Madeleine  Inscrit MH (1921)[60].
    - Saint Christophe  Inscrit MH (1921)[61].
    - Saint Antoine  Inscrit MH (1921)[62].
- Lieu-dit du Lourdou et son chemin de Croix situé à proximité du bourg.

L'église - Le Lourdou.
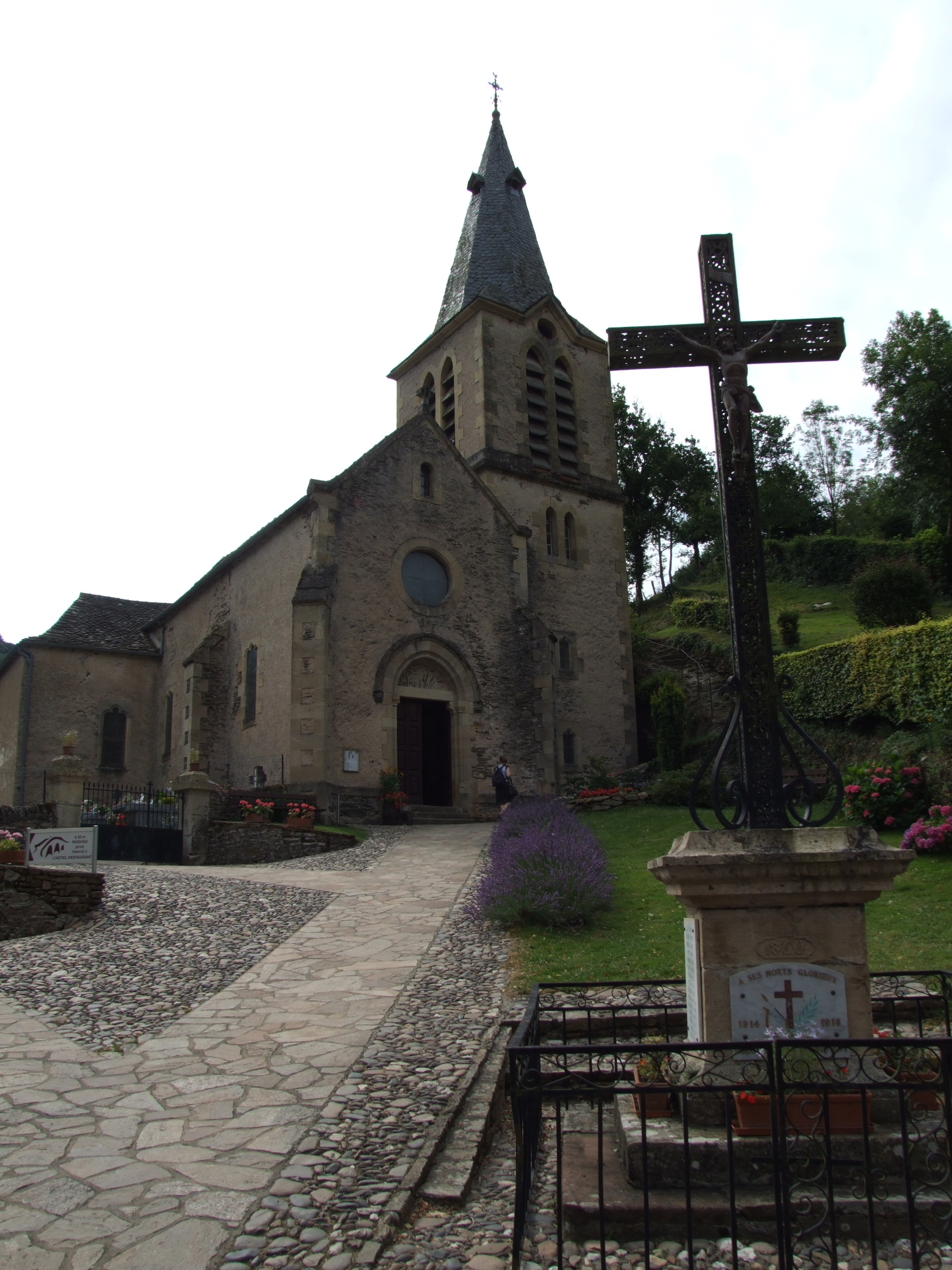
Église Sainte-Marie-Madeleine de Belcastel
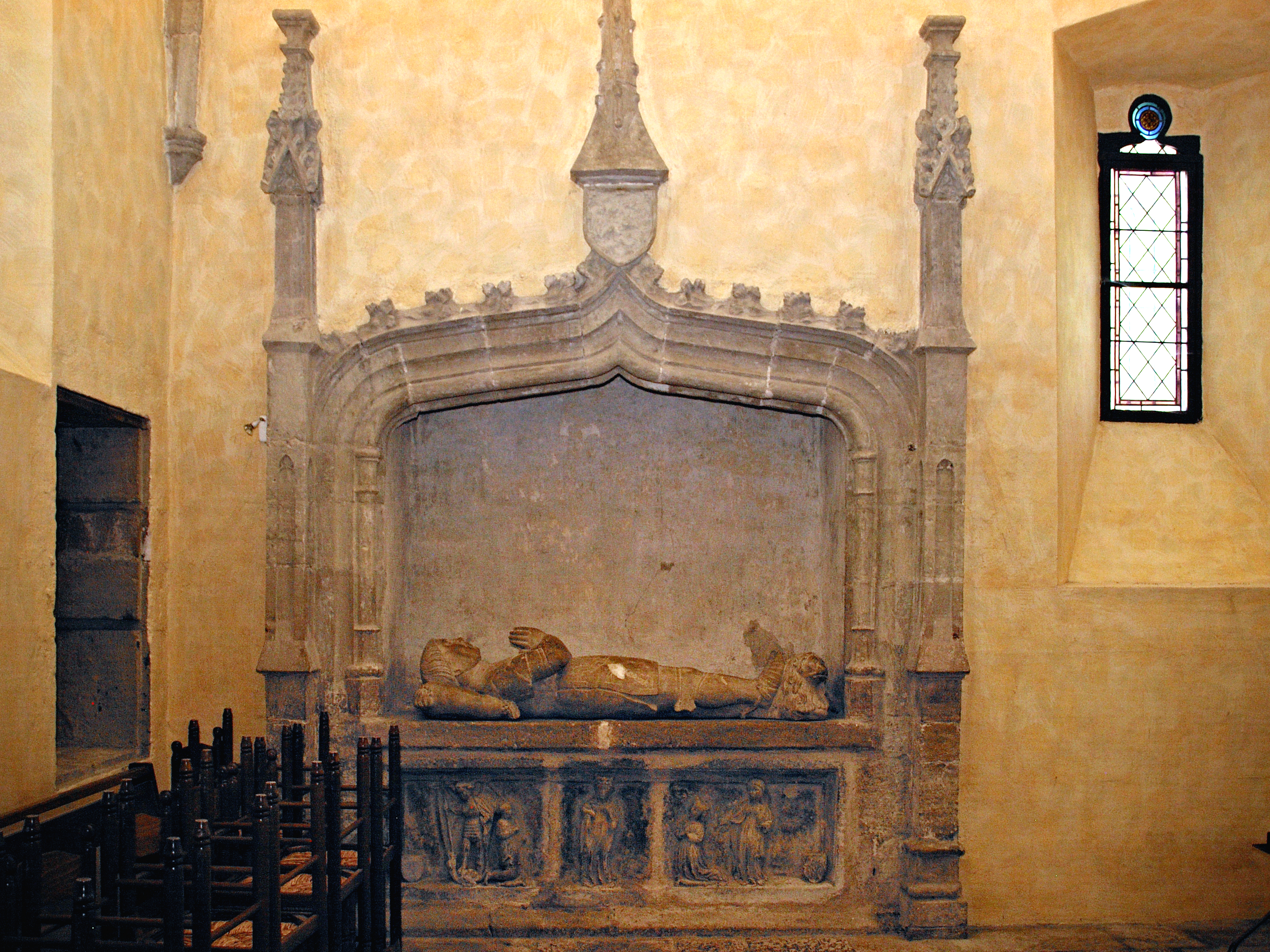
Tombe d'Alzias de Saunhac.
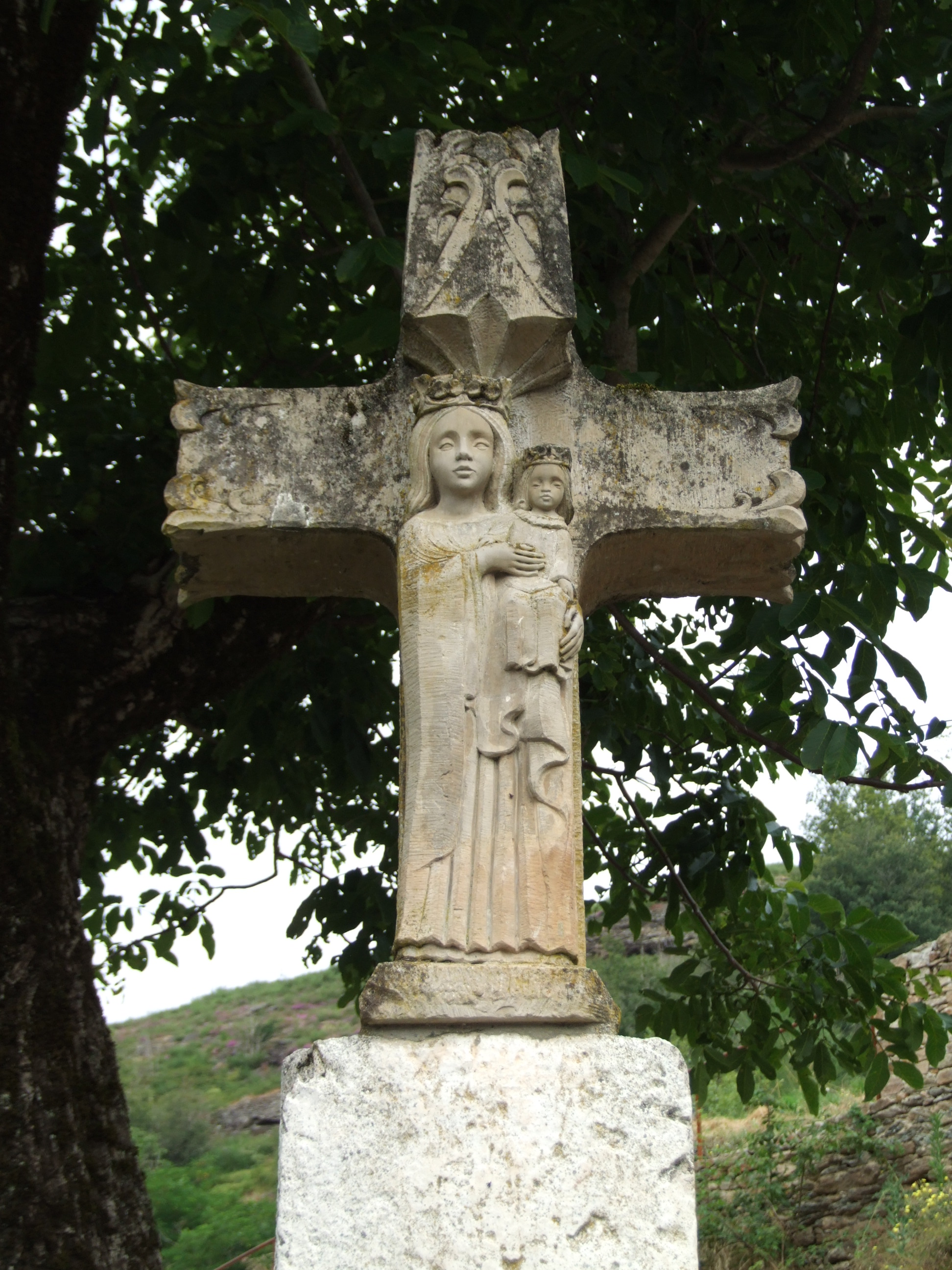
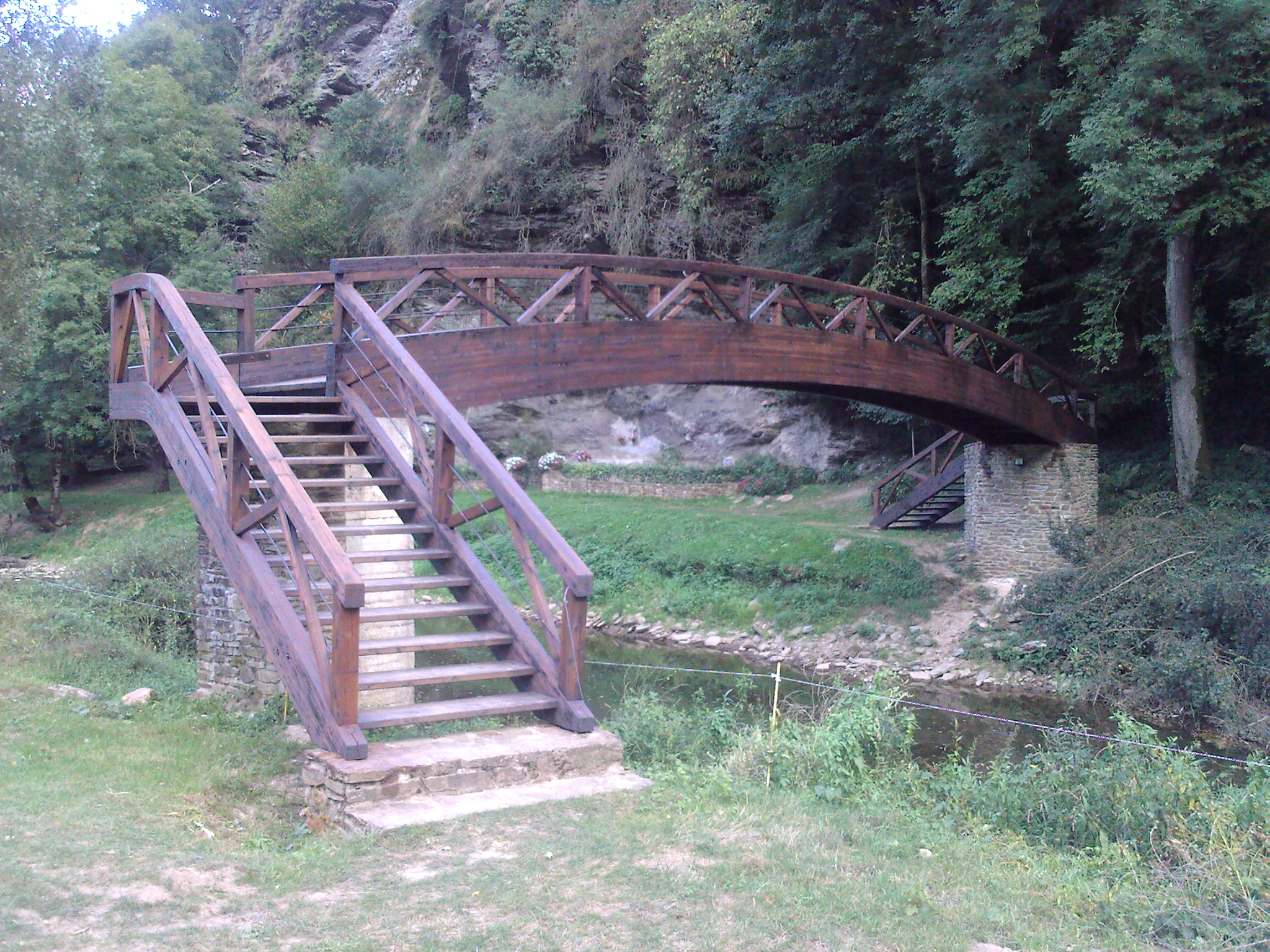
Passerelle au Lourdou.
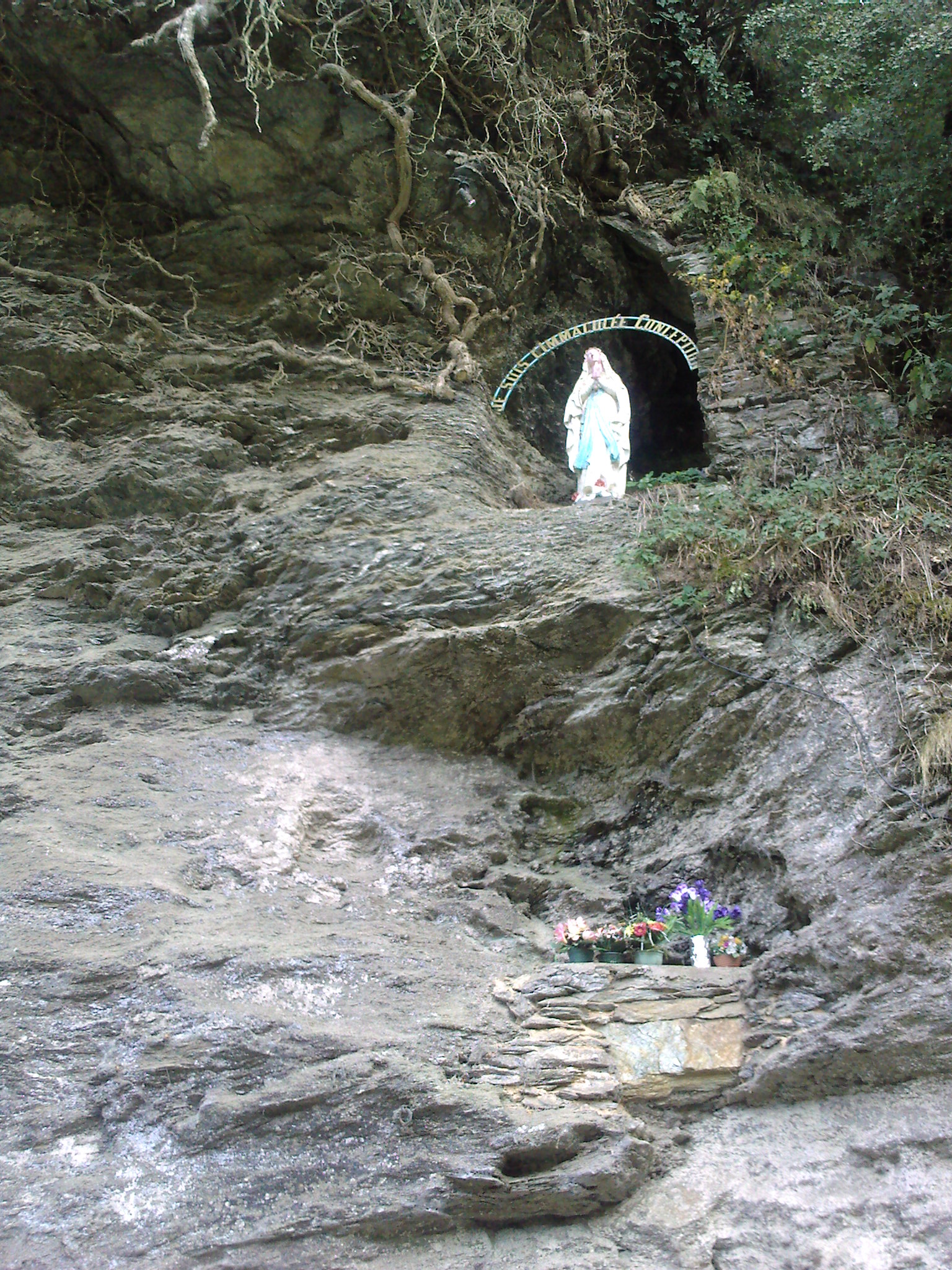
Le Lourdou.

### Personnalités liées à la commune
- Famille de Saunhac, elle entra en possession du château de Belcastel au XIVe siècle en récompense de ses services auprès des comtes Jean II et Jean III d'Armagnac et garda ce fief jusqu'au milieu du XVIe siècle.
- Fernand Pouillon (1912-1986), architecte et urbaniste. Il fut un des grands bâtisseurs des années de reconstruction après la Seconde Guerre mondiale en France. Il est mort au château de Belcastel.
- Nicole Fagegaltier (1963), cheffe étoilée, y travaille aux commandes de son restaurant gastronomique le Restaurant du Vieux Pont (1 étoile au Guide Michelin[63]).
- Cyril Lignac (1977), chef cuisinier, fait son apprentissage dans le restaurant de Nicole Fagegaltier[64],[65].

## Voir aussi

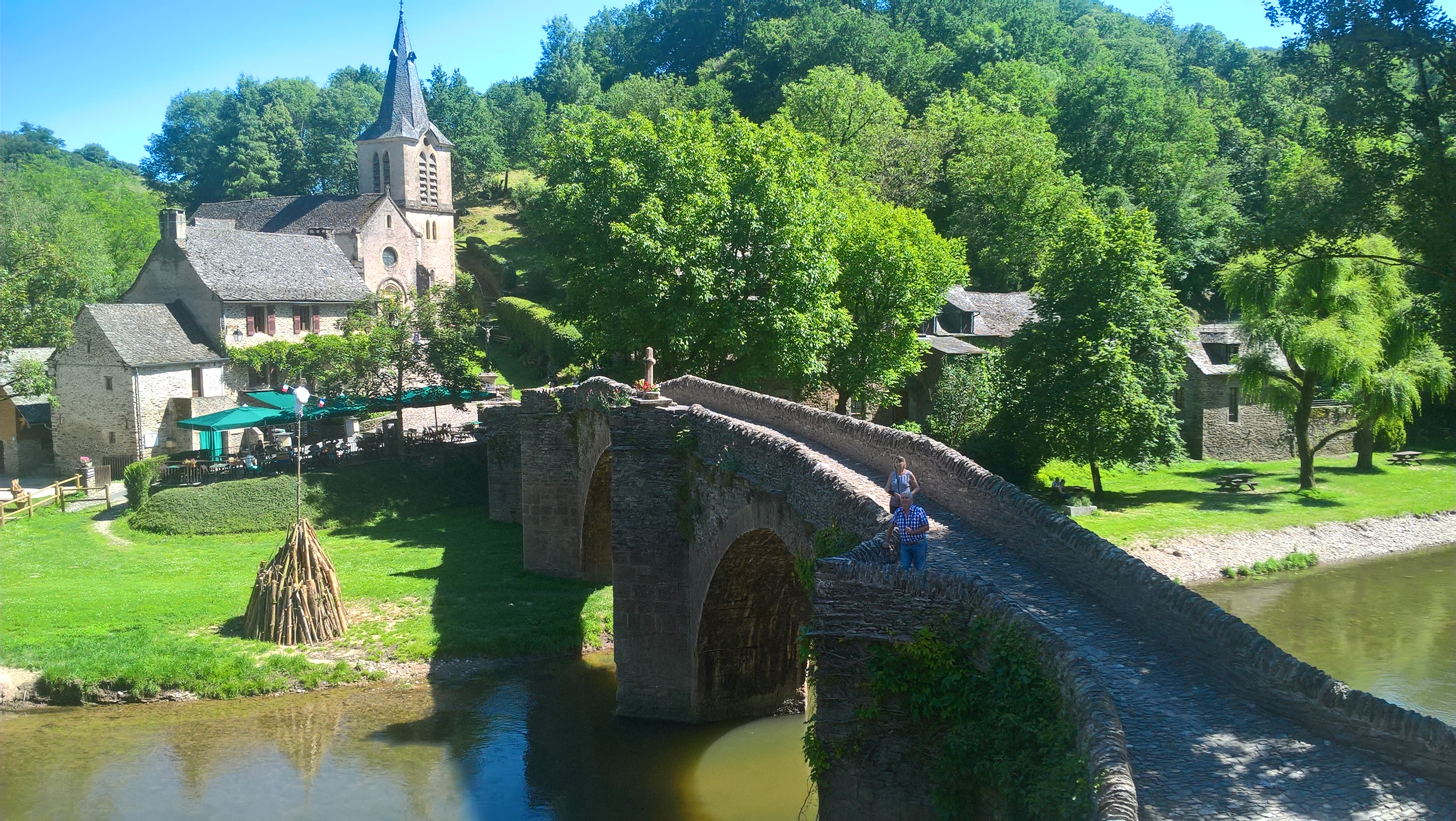
Vue sur la rive droite de Belcastel avec son pont et son église du XVe siècle

### Héraldique
| Blason de Belcastel | D'or à la fasce d'azur. |